# Cadillac (entreprise)
Pour les articles homonymes, voir Cadillac.
Cadillac Motor Car Division, ou simplement Cadillac (prononcé en anglais : /ˈkædɪlæk/), est un constructeur automobile américain basé à Détroit (Michigan) division du groupe General Motors. Son nom rend hommage au fondateur français de la ville, le Gascon Antoine de Lamothe-Cadillac. William Crapo Durant achète la marque en 1909 et l'intègre dans General Motors afin d'en faire sa division de voitures de luxe.
Cadillac fut la première automobile américaine à remporter le prestigieux Trophée Dewar du Royal Automobile Club de Grande-Bretagne en démontrant l'interchangeabilité de ses pièces détachées durant un test particulièrement sévère en 1908 qui consacra le slogan de la firme comme étant un « Standard Mondial ». Elle gagne encore le trophée en 1912 pour avoir un démarreur et des phares électriques sur une automobile de production.
Sous la conduite de son fondateur Henry M. Leland, Cadillac s'impose comme une référence dans l'industrie, avec l'interchangeabilité des pièces (1907), le démarrage et l'éclairage électrique (1912), les vitres de sécurité (1926), la boîte de vitesses synchronisée (1928), et comme un spécialiste des moteurs en V ; moteur V8 (1915), moteur V16 et V12 (1930), moteur V8 à haut rendement (1949), moteur à cylindrée modulable V8-6-4 (1982). La marque exerce également une forte influence sur le style automobile grâce aux talents des dessinateurs comme Harley J. Earl qui crée le premier centre de style au sein d'une firme automobile (1927), Bill Mitchell, dont la 60 Spécial de 1938 influence les autres constructeurs pendant les vingt années qui suivent, et Chuck Jordan (en) qui assure la transition vers le style plus international des années 1990.
Grâce à son intégration au sein d'un groupe industriel puissant, Cadillac survit à la crise économique des années 1930 et parvient à dominer le marché des voitures de luxe de l'après guerre. Cette approche commerciale du marché la déconsidère cependant quelque peu du fait du si grand nombre de voitures de la marque en circulation.
Fortement concurrencée sur son propre marché par les constructeurs premium allemands puis japonais, Cadillac traverse une passe difficile du milieu des années 1980 jusqu'aux années 1990. La marque souffre aussi d'une présence confidentielle sur le marché européen, la faute à un prix d'importation élevé et à l'absence de motorisations correspondant aux attentes européennes.

## Origines

### Fondation
Au cours du XIXe siècle, la ville de Détroit connaît un essor important et les colons qui partent pour la Conquête de l'Ouest y achètent les chariots nécessaires à leur voyage. Les négociants de bois et les fabricants de chariots y font fortune.

Logo Cadillac utilisé jusqu'en 2015

Deux d'entre eux, William H. Murphy et Lemuel W. Bowen décident de se lancer dans la construction automobile en 1899 et fondent la Detroit Automobile Company. Une douzaine seulement de voitures « Detroit » voient le jour en deux ans. En 1901, Murphy et Bowen décident d'améliorer leur voiture et recrutent pour cela le jeune Henry Ford ; la société est alors réorganisée et devient la Henry Ford Company. Mais au bout de trois semaines, Henry Ford démissionne, ses vues de l'automobile ne correspondant pas avec celles de Murphy.
Murphy et Bowen décident alors de liquider la société et demandent à Henry M. Leland, le patron de la société L&F, de procéder à l'inventaire de l'usine. Mais Leland les persuade de continuer et il leur propose de procéder à un réoutillage complet de leur usine pour construire une nouvelle voiture équipée du moteur de sa société que l'ingénieur Alanson P. Brush est en train d'améliorer.
Le 22 août 1902, Leland, Murphy, Bowen et leurs associés Clarence A. Black et A. E. F. White, se réunissent pour définir les statuts de la nouvelle société et pour en choisir le nouveau nom. Dans l'enthousiasme des commémorations du bicentenaire de la fondation de la ville de Détroit, ils choisissent de baptiser leur firme « Cadillac » du nom du fondateur de la ville, le français Antoine de Lamothe-Cadillac (1658-1730), auquel ils empruntent également les armoiries pour en faire le symbole de la nouvelle marque.
La Cadillac Automobile Company dispose d'un capital de 300 000 $, Lemuel Bowen en est le président.

### Première Cadillac

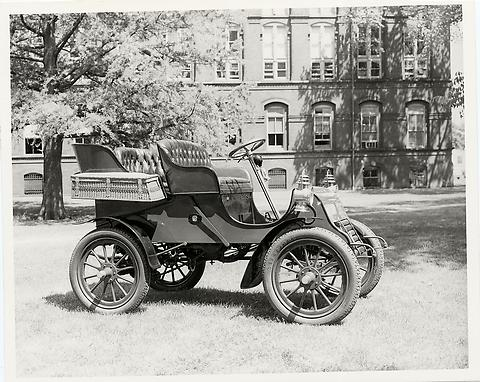
Cadillac, 1903 (photo : Smithsonian Institution).

L'étude de la Cadillac démarre en septembre 1902 chez L&F sous la direction de Henry Leland. Le premier prototype est achevé le 17 octobre 1902 ; il est essayé par Wilfried Leland, le fils d'Henry, et Alanson P. Brush. Cette première Cadillac n'est pas une voiture de luxe ; elle a un moteur à un cylindre de 1,6 litre développant 10 ch (7 kW), surnommé « Little Hercules », et placé à l'horizontale sous le châssis, sous le siège gauche. La boîte de vitesses a deux rapports, le freinage agit sur le différentiel. Le châssis est en acier, la direction est à droite, les roues sont en bois, les pneus pleins et la carrosserie est un « runabout » à deux places (une caisse ouverte, sans portière ni pare-brise). La voiture atteint 70 km/h et consomme 10 litres d'essence aux 100 kilomètres. Deux autres prototypes sont construits en vue de la présentation officielle de la nouvelle voiture au salon de l'auto de New York en janvier 1903.
William E. Metzger, le directeur commercial de la firme, fait fonction de vendeur sur le stand. La Cadillac est affichée à 750 $, 100 $ de plus que l'Olds Curved Dash, mais bien en dessous des 1 250 $ de la Packard B et très loin des 5 000 $ demandés pour la Pierce Great Arrow. La première voiture est vendue à un acheteur de Buffalo et la seconde à un acheteur de Chicago. Et très vite, Metzger est submergé par les commandes d'une clientèle enthousiasmée par l'apparence soignée de la voiture, la réputation de son concepteur (Leland est surnommé « Master of Precision », le « maître de la précision ») et le prix. Avant la fin du salon, Metzger enregistre 2 286 commandes fermes (les acheteurs ont versé 10 $ d'arrhes) et il pose un panneau « Sold Out » sur la voiture exposée pour signifier que toute la production de l'année est déjà vendue ! En effet, en 1903, le premier constructeur automobile américain est Olds qui fabrique 165 voitures par mois.
La production de la Cadillac démarre en mars 1903; l'usine Cadillac se contente d'assembler les voitures, la firme L&F fournissant les moteurs, les boîtes de vitesses et les directions. La première année de production s'achève avec 1 895 voitures construites. La deuxième année de Cadillac commence pourtant difficilement. Un incendie se déclare dans l'usine le 13 avril 1904 et stoppe toute production pendant 45 jours : 1 500 commandes sont refusées. De son côté, la voiture connaît son premier gros problème : le châssis se vrille quand la voiture roule trop vite sur une route accidentée… ce qui est assez courant dans l'Amérique d'alors. Murphy et Bowen demandent alors à Leland d'améliorer la voiture et de réorganiser le processus de fabrication.
Leland, qui n'avait pas « l'intention d'entrer dans l'industrie automobile, de construire et de vendre des voitures », accepte en fin de compte et, après une inspection complète de l'usine, propose de fusionner les deux entreprises. En octobre 1905, les firmes L&F et Cadillac fusionnent pour former la Cadillac Motor Car Company ; Henry Leland en est le Directeur général, William Murphy le trésorier, Wilfried Leland son assistant et Clarence A. Black le président. La société dispose d'un capital de 1,5 million de dollars et emploie 1 000 personnes. La Cadillac connaît sa première évolution, mais reste commercialisée sous ce simple nom. Pour distinguer les différentes versions de la voiture, l'usine utilise cependant les dénominations de Model A, Model B, puis C, E, F, K, M, S et T.

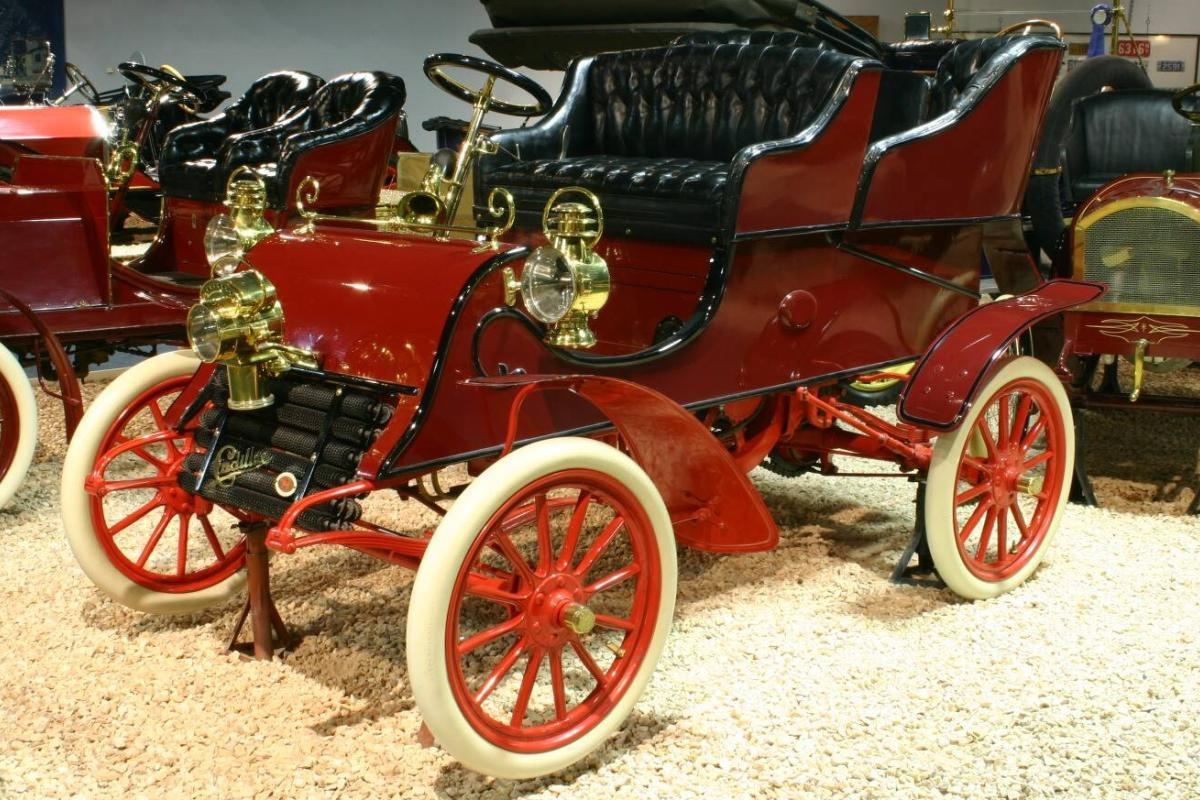
Cadillac Model A, 1903
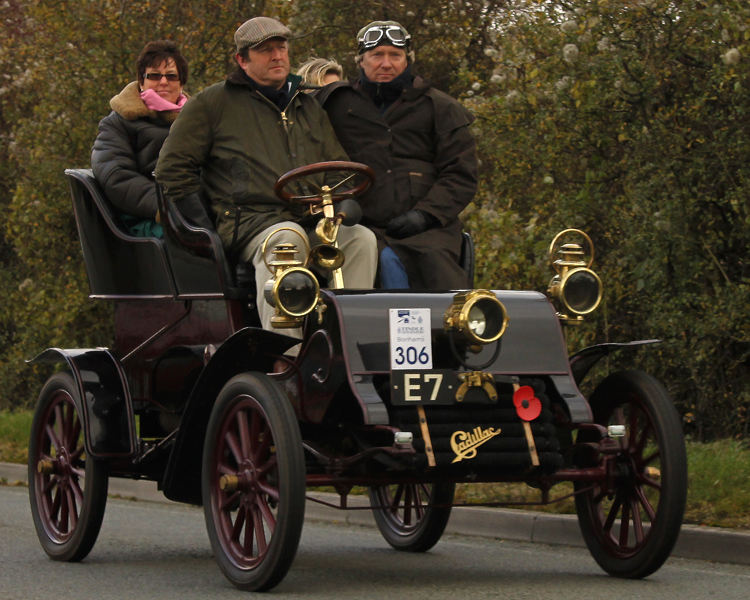
Cadillac 6 1/2HP Tonneau 1903.
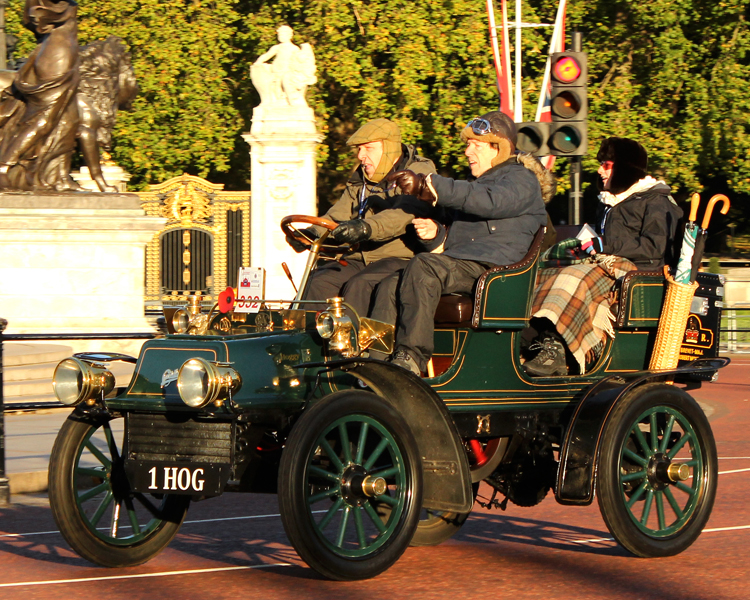
Cadillac 8 1/4HP Surrey 1904.
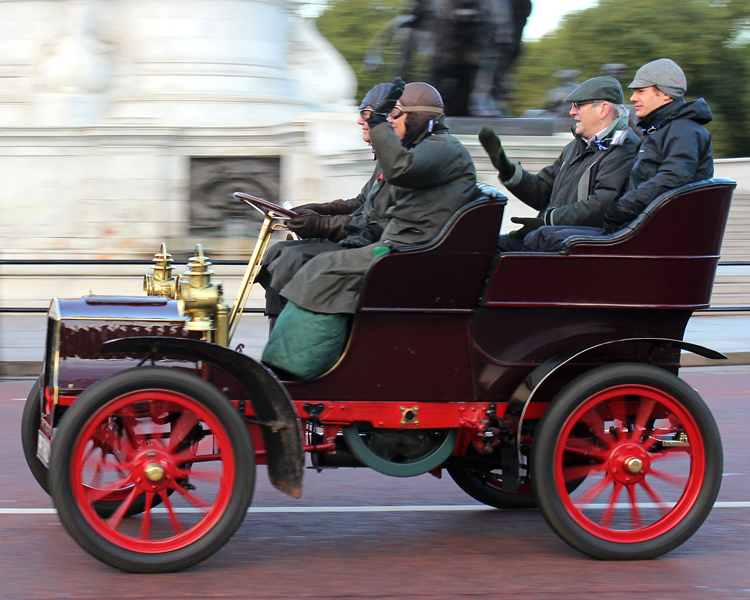
Cadillac 10HP Tonneau 1904.
Cadillac 6 1/2HP Rear-entrancetonneau 1904.
Cadillac 8 1/4HP Detachable-toplimousine 1904.
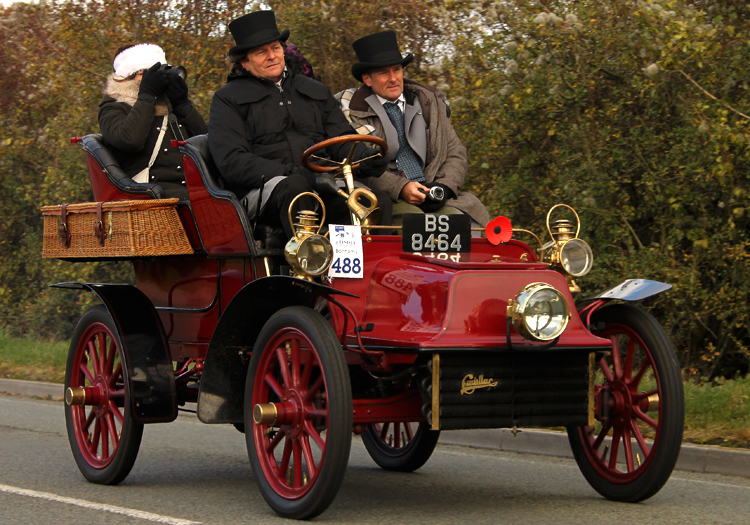
Cadillac 8 1/4HP Tonneau 1904.
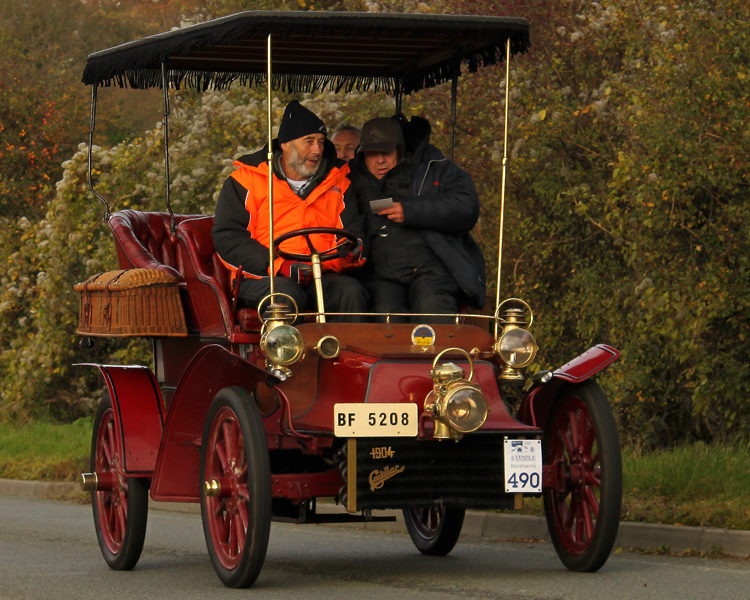
Cadillac 8 1/4HP Tonneau 1904.
Cadillac 8 1/2HP Tonneau 1904.
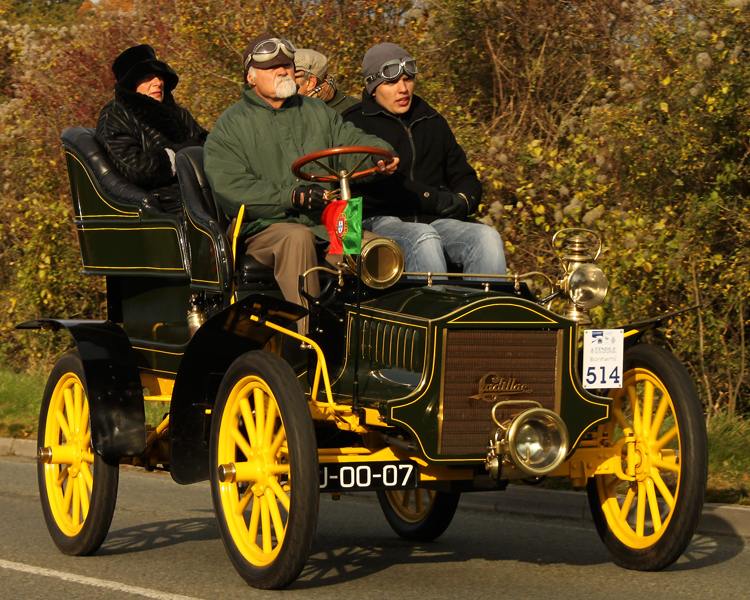
Cadillac 10HP Tonneau 1904.
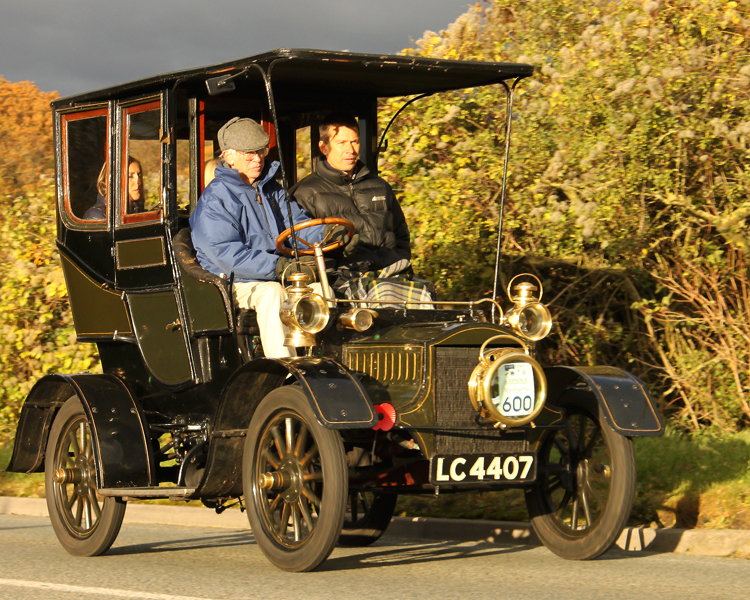
Cadillac 9HP Limousine.

### Premier trophée Dewar
Convaincu du progrès que les méthodes de Leland apporte à l’industrie, Frederick S. Bennett, l'importateur des Cadillac en Angleterre, s'inscrit au concours de standardisation organisé par le Royal Automobile Club sur le circuit de Brooklands en février et mars 1908. Le concours comporte quatre épreuves. D'abord un essai routier de plus de 40 km pour déterminer les performances de chaque voiture. Puis le démontage complet des voitures. Ensuite leur remontage après mélange des pièces dont certaines sont remplacées par des pièces de rechange par les membres du RAC. Enfin un deuxième essai routier de plus de 800 km.
Les membres du RAC choisissent trois Model K parmi les huit en stock chez Bennett. Les voitures d'origine étant de couleurs différentes, leur remontage fait apparaître trois voitures de toutes les couleurs, chacune adoptant le capot, les ailes et les pièces mécaniques des deux autres. Surnommées les « arlequins » par les observateurs présents, elles réussissent parfaitement les épreuves du concours. En outre, l'une de ces voitures remporte dans sa catégorie le concours d’endurance sur 3 200 km organisé par le RAC en juin suivant. À la fin de l'année, le RAC décerne le trophée Dewar à Cadillac en reconnaissance de « la plus grande réussite technique de l'année ». C’est la première fois qu'une voiture non britannique obtient cette récompense. Leland réagit en conséquence en adoptant pour devise le célèbre « Standard of the World » (« une norme pour le monde ») qui s'accorde aussi bien à Cadillac que le fameux « Best car of the World » de Rolls-Royce.
Entre 1903 et 1908, 16 126 Cadillac à moteur monocylindre sortent des chaînes.

### Modèles à 4 cylindres
Dès 1905, Cadillac élargit sa gamme en proposant un modèle plus luxueux à moteur à quatre cylindres. Ce nouveau moteur est un quatre-cylindres en ligne de 4,9 litres à cylindres séparés et soupapes latérales. Placé en position verticale, il est accouplé à une boîte planétaire à trois rapports. Le châssis est établi sur un empattement de 2,54 m qui permet d'installer des carrosseries plus spacieuses offrant cinq places. Cette grande Cadillac, Model D, est construite à 156 exemplaires. Elle est suivie par un modèle assez proche, le Model H (1906-1908) à empattement de 2,59 m, puis par le Model L au moteur plus gros de 6,4 litres (1906) et à l'empattement allongé à 2,79 m, et du Model G, au moteur plus petit de 3,7 litres (1907-1908) mais sur empattement de 2,54 m.
Le prix de ces voitures varie entre 2 000  et   5 000 $, elles ne sont fabriquées qu'en quelques centaines d'exemplaires et leurs ventes déclinent même à partir de 1907. Leland décide de revenir à ce qui fait le succès de la Cadillac : un modèle unique, soigneusement fabriqué et vendu à un prix raisonnable.
En décembre 1908, Cadillac abandonne les modèles monocylindres et lance une nouvelle voiture dérivée du Model G : la Thirty à moteur de 30 ch (d'où son appellation) et empattement de 2,69 m, au prix de 1 400 $. Une campagne de publicité accompagne ce lancement et Cadillac insiste sur la qualité de fabrication de sa voiture (« le millième de pouce est l'unité de mesure pour la Cadillac Thirty ») et sur son rapport qualité/prix (« quelle qualité particulière de plus peut avoir une voiture que vous payez 5 000 $ ? »). Le ton plaît, la voiture surtout, et Cadillac en fabrique 5 903 exemplaires la première année, multipliant par 1,5 fois sa production de l'année précédente. Au fil des ans, la Cadillac Thirty grandit en taille (empattement de 2,95 m en 1910 puis de 3,05 m en 1912), en puissance, et en prix. Des carrosseries fermées apparaissent, Cadillac étant le premier constructeur américain à en proposer. Dès 1910, la gamme comporte une « Limousine » vendue 3 000 $. La demande s'accentue. La production de 1910 dépasse 8 000 exemplaires, celle de 1911 les 10 000 exemplaires et le cap des 14 000 exemplaires est atteint en 1912.
La cylindrée du moteur est augmentée à 4,2 litres en 1910 et à 4,7 litres en 1911. La puissance atteint alors 40 ch. En 1912, l'appellation « Thirty » est abandonnée, la voiture étant simplement baptisée « Cadillac ». En 1914, Cadillac propose un pont arrière à deux rapports, ce qui fournit au conducteur une boîte de vitesses à six rapports, ce qui apporte souplesse à bas régime et silence à haut régime. À 100 km/h, sur le rapport de pont le plus haut, le moteur de la Cadillac ne tourne qu'à 1 400 tr/min. De 1905 à 1915, Cadillac construit 67 167 voitures à moteur à quatre cylindres.

### Deuxième trophée Dewar
En 1913, le RAC décerne un deuxième trophée Dewar à Cadillac pour l'introduction l'année précédente du système d'allumage et d'éclairage électrique Delco. C'est la première fois que le RAC attribue son célèbre trophée deux fois de suite au même constructeur, non-britannique qui plus est.
L'origine de cette innovation remonte au printemps 1910, quand un ami de Leland, Byron Carter (le fondateur de la marque Cartercar) meurt à la suite du retour de manivelle d'une Cadillac qu'il tentait de redémarrer. En apprenant l'accident, Leland réunit ses collaborateurs et leur demande de « trouver un système de substitution à la manivelle » afin que « la Cadillac ne tue plus aucun homme si nous pouvons l'éviter ».
Les ingénieurs se tournent alors vers le fournisseur du système d'allumage électrique des Cadillac, la firme Delco Ignition System de Charles Franklin Kettering (le nom « Delco » est l‘acronyme de l‘ancienne raison sociale de cette société installée à Dayton (Ohio) : Dayton Engineering Laboratories Company). Kettering dépose les brevets de son démarreur électrique en 1911 et les premiers démarreurs électriques, couplés aux phares électriques, sont montés sur les Cadillac de 1912.
En juillet 1912, le RAC choisit trois Cadillac chez l'importateur de la marque en Angleterre et leur fait subir à chacune mille démarrages successifs afin de vérifier l'efficacité et la longévité du système.
Très rapidement, les autres constructeurs adoptent le système Delco et, en 1916, 98 % des voitures américaines en sont équipées. Bien que Lanchester l'adopte dès 1913, il faudra attendre les années 1920 pour le voir se généraliser en Europe.

### Intégration à la General Motors
Dès 1908, Cadillac attire l'attention de William Crapo Durant, le fondateur de la General Motors. Homme d'affaires brillant, Durant est le premier qui a l'idée de créer une gamme de produits diversifiés en regroupant plusieurs marques fabriquant chacune une voiture sur un créneau précis du marché. Durant commence à constituer son groupe en septembre 1908 à partir de Buick, un constructeur prospère qu'il dirige depuis 1904. Les bénéfices que Buick réalise lui permettent d'acheter simultanément la société Olds Motor Work, qui construit l'Oldsmobile, et la firme Oakland. Il souhaite également acquérir un constructeur pour le marché au-dessus de celui de Buick ; il propose 3 millions de dollars pour racheter Cadillac.
Leland laisse à son fils Wilfred le soin de diriger les négociations avec Durant. Il demande 3,5 millions de dollars et offre dix jours de réflexion à l'homme d'affaires, qui refuse. Il revient six mois plus tard, mais grâce au trophée Dewar et au succès de la Thirty, Wilfred Leland demande 4,250 millions de dollars. Durant hésite encore. Il revient à la charge une troisième fois, mais le prix est monté à 4,5 millions de dollars. La transaction est finalement conclue le 29 juillet 1909 pour un montant de 5 669 250 dollars. Durant demande alors aux Leland de continuer de diriger Cadillac « exactement comme si la marque leur appartenait toujours ».
C'est ce qu'ils font jusqu'en 1917 avant de tomber en désaccord avec Durant au sujet de la production des moteurs d'avions Liberty commandés par le gouvernement américain. Puisque Durant ne fait rien selon eux pour reconvertir toute la production de Cadillac à ce marché, Henry et Wilfred Leland démissionnent et partent fonder la Lincoln Motor Company. En six mois, Lincoln emploie 6 000 personnes et devient un des plus importants fournisseurs de moteurs Liberty. Après la Première Guerre mondiale, Leland reconvertit son usine à la construction automobile. Racheté par Ford en 1922, Lincoln est devenu depuis le principal concurrent de Cadillac.
Fortement éclipsé par son père, Wilfred Leland joue un rôle primordial dans la direction de Cadillac après son achat par Durant. Quand ce dernier est écarté de la General Motors en 1910 à cause de sa gestion douteuse, c'est Wilfred Leland qui convainc les banquiers qui veulent démanteler le groupe de ne pas le faire. En 1916, grâce à Chevrolet qu'il a contribué à fonder, Durant reprend le contrôle de la General Motors. Il réorganise le groupe et chacune de ses sociétés devient une division, Cadillac devient ainsi la Cadillac Motor Car Division de la GM.

## Ère du V8

### Apparition du V8

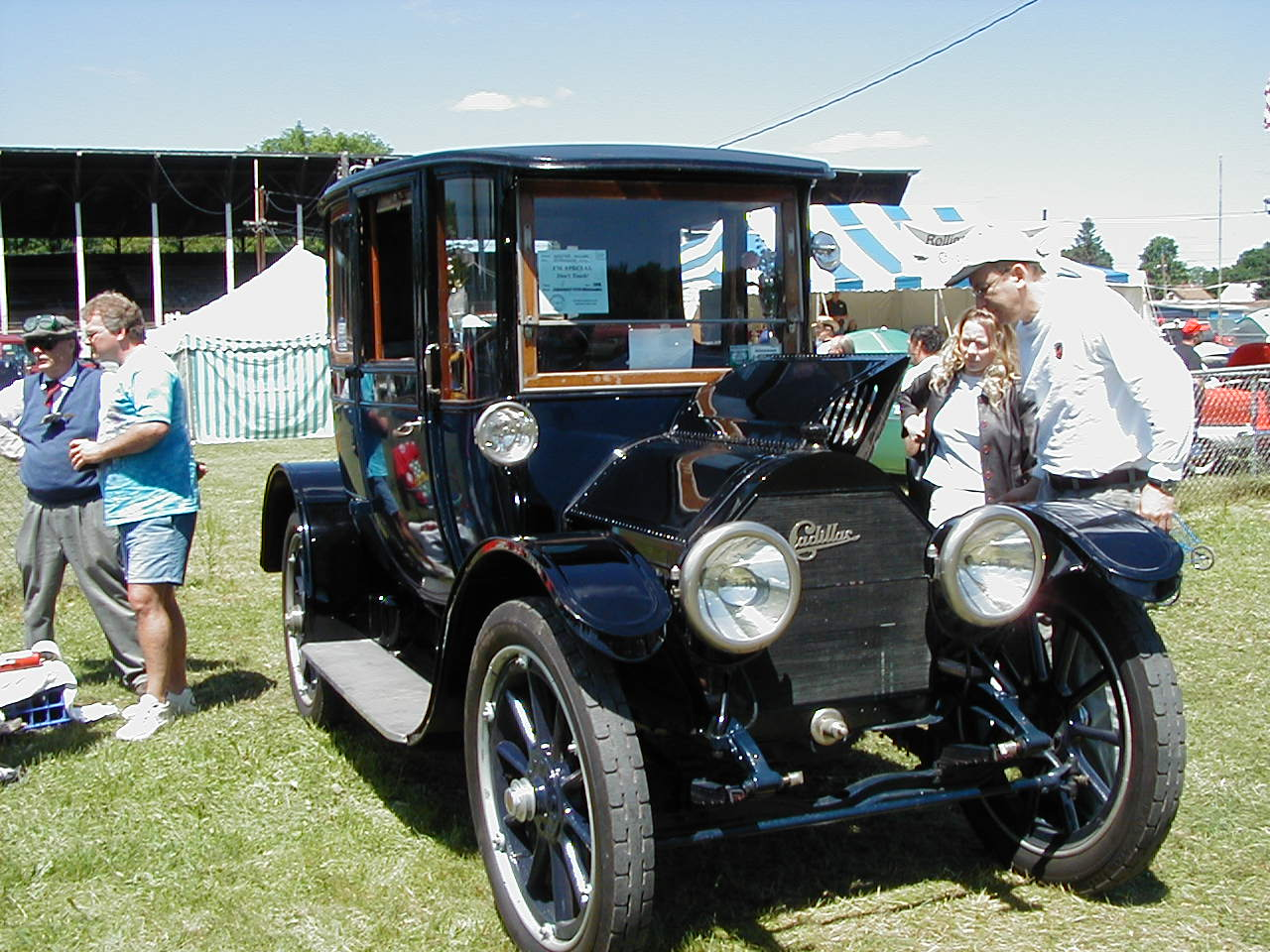
Cadillac Type 55, 1917.

En 1912, Wilfred Leland lance l’idée de produire un modèle à moteur V8 pour succéder à la « Thirty». À cette époque, les principaux concurrents de Cadillac comme Packard et Pierce-Arrow offrent des modèles à moteurs à 6 cylindres. Leland veut présenter un modèle supérieur, et un huit cylindres s’impose donc logiquement. L’architecture en V du moteur offre par ailleurs trois avantages : il est aussi compact qu’un moteur à 4 cylindres, moins lourd qu’un moteur à 6 cylindres et il offre un couple important dès les bas régimes. Mais Leland souhaite que son projet demeure secret. Il constitue une équipe réduite d’ingénieurs autour de Charles Kettering et de E.A. Deeds, les responsables de DELCO, et l’installe dans un immeuble extérieur à l‘usine lui appartenant. Ni les concurrents, ni les employés de Cadillac ne sont au courant de ce qui se prépare.
Des moteurs V8 existent déjà depuis 1903, mais aucun constructeur n‘en a produit en série. Kettering et Deeds profitent d’ailleurs du salon de New York de 1912 pour acheter le moteur V8 exposé par le constructeur français De Dion-Bouton. De son côté, Leland achète un moteur V8 au constructeur d’avions Hall-Scoot. Après d’innombrables séries de mesures et d’essais, Leland finalise un cahier des charges et le premier prototype du moteur est réalisé à l’été 1913. Leland engage alors David McCall White, un ingénieur écossais formé chez Daimler et chez Napier, et le nomme chef de fabrication du nouveau moteur en 1914. La première Cadillac à moteur V8, le Type 51, est présentée en septembre 1914 pour l‘année modèle 1915. Cadillac adopte une appellation à la française par la désignation de « type », le nombre 51 faisant référence à la cylindrée du moteur et montrant le caractère supérieur de la voiture par rapport à l’ancienne « Thirty » (30).
La nouvelle Cadillac fait l’effet d’une bombe ; elle enthousiasme la clientèle et fait verdir de rage les concurrents. Le moteur dispose d’une cylindrée de 5,1 litres avec un alésage de 80 mm et une course de 130 mm. Il développe une puissance de 70 ch à 2 400 tr/min. Le châssis est établi sur un empattement de 3,10 m et un choix de trois carrosseries décapotables et sept carrosseries fermées est offert. Leur poids atteint 1 905 kg. Les prix s’échelonnent entre 1 975  et   3 600 $. Carrossée en roadster, une Cadillac V8 peut rouler à 130 km/h. De 1916 à 1919 Cadillac propose également des versions ambulance, police et corbillard de son modèle, avant de se limiter à fournir des « châssis commerciaux » à destination des carrossiers spécialisés, inaugurant une tradition encore en vigueur aujourd’hui.

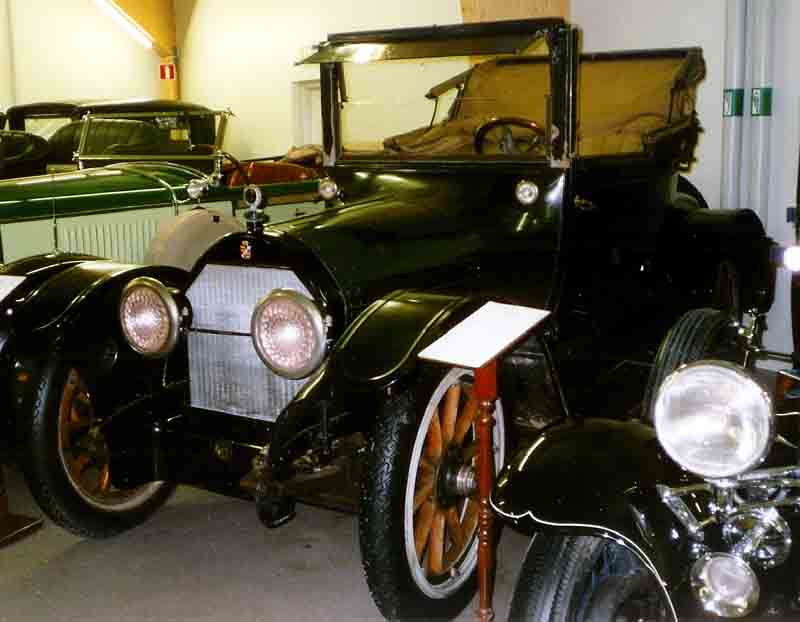
Cadillac Type 53 Cabriolet, 1916.

Le succès est important : 20 404 exemplaires sont produits en 1915, 20 % de plus que le record de production de la Thirty et dix fois plus que la production de Pierce-Arrow. Un commentateur note ainsi que « Leland vient de réaliser pour les riches ce que Ford a fait pour les pauvres », la revue The Automobile écrit que « La Cadillac V8 inaugure une époque ».
En mai 1916, Erwin G. Baker et Wim F. Sturm battent le record de la traversée d’Est en Ouest des États-Unis en 7 jours 11 heures et 52 minutes à bord d’une Cadillac Roadster V8, améliorant de plus de 3 jours leur précédent record établi à bord d’une Stutz Bearcat.
En 1917, avec l’entrée en guerre des États-Unis, 2 095 Cadillac V8 traversent l’Atlantique. Une partie est destinée aux officiers du corps expéditionnaire américain, une autre aux armées Canadiennes et Britanniques. La revente supposée de ces voitures restées en France après la guerre sera à l'origine de l’affaire Seznec. Après la guerre, les salariés des usines Cadillac offriront au général Pershing une Cadillac Suburban dont chaque pièce sera marquée de la mention « Pour la voiture du Général Pershing » avec un drapeau américain.

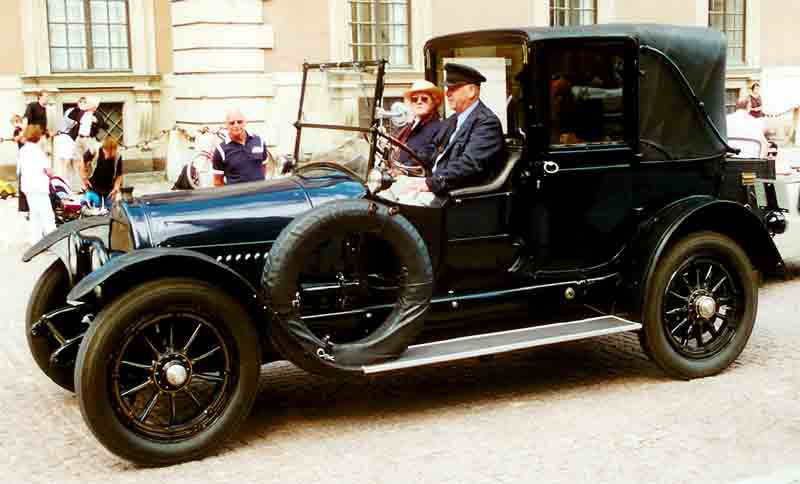
Cadillac Type 57 Town Car, 1917.

Cette première génération de Cadillac V8 est produite jusqu’en 1923, à travers les Type 53, 55, 57, 59 et 63, nombres qui indiquent les augmentations successives de la cylindrée. La puissance atteint 79 ch en 1920. L’empattement augmente à 3,17 m en 1917, année où une version allongée à 3,35 m est proposée. À partir de 1921, tous les modèles sont établis sur l’empattement de 3,35 m. Les prix s’échelonnent entre 2 000  et   5 000 $. Pour 1924, Kettering améliore le moteur qui souffre de fortes vibrations à certains régimes en montant un nouveau vilebrequin à deux paliers. Avec une nouvelle augmentation de cylindrée, la voiture devient le « Type V-63 ». C’est également la première Cadillac à être équipée de freins aux quatre roues ; les freins arrière ont la particularité de pouvoir être actionnés au pied ou à la main avec la même puissance de freinage !
Avec 191 352 exemplaires produits, la première Cadillac V8 établit définitivement la réputation de qualité de la marque. Pour la concurrencer, Peerless lance également un modèle V8 tandis que Packard préfère la voie du moteur à douze cylindres, avec la Twin Six.

### Modèles V8 de deuxième génération

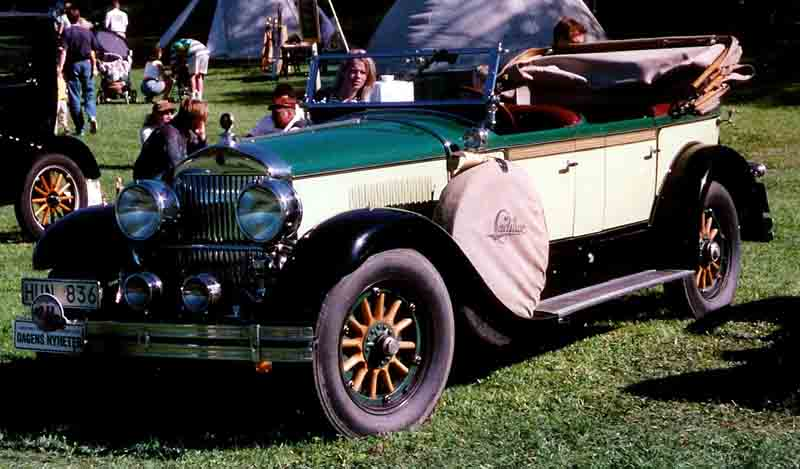
Série 314 « Tourer », 1927.

En 1925, Lawrence P. Fisher, un des sept fameux frères carrossiers, devient président de Cadillac. Il obtient 5 millions de dollars pour doubler la capacité de production de la division en 1927.
Owen Nacker dessine un moteur entièrement nouveau pour 1926. Il s’agit d’un moteur plus léger, plus résistant et plus puissant, avec un carter en aluminium. D’une cylindrée de 5 145 cm3, il développe 86 ch à 3 600 tr/min. En version Sedan, la nouvelle Cadillac peut rouler à 112 km/h et accélérer de 16  à   40 km/h en 7 secondes sur le plus haut rapport.
Le nouveau modèle prend l’appellation de « Série 314 », en référence à sa cylindrée exprimée en mesure américaines (314 pouces cubes) et aux concurrents Packard et Pierce Arrow qui emploient également ce terme de « Série » pour désigner leurs modèles. La production s’élève à 14 249 exemplaires (Packard domine alors le marché du luxe avec 34 000 ventes annuelles).
Le modèle évolue en Série 314-A en 1927, la première Cadillac à présenter les signes de ce qui va devenir le « design » automobile.
En effet, jusqu’alors, les voitures américaines ne brillent pas par le dessin de leurs carrosseries ; les lignes sont fonctionnelles mais austères. Un jeune dessinateur californien, Harley J. Earl, adopte une approche novatrice qui va déterminer les règles de base du design automobile. Contrairement aux carrossiers traditionnels, Earl ne se contente pas de monter une carrosserie sur un châssis fourni avec le capot, les ailes et les phares de série. Il crée des voitures complètes en dessinant tous les éléments de carrosserie et d’accastillage pour qu’ils s’harmonisent le plus possible. Earl construit également des maquettes en pâte à modeler (la « clay ») à partir de ses dessins pour finaliser son projet. Il est repéré par Fred Fisher qui lui propose de venir exercer ses talents à Détroit pour donner une allure à la petite sœur de la Cadillac, la nouvelle LaSalle programmée pour 1927. S’inspirant fortement de l’Hispano-Suiza française, Earl dessine la nouvelle LaSalle dans un style racé, en courbes et aux formes très élégantes. Présentée en mars 1927, la voiture est un succès avec 10 767 exemplaires produits au cours des 9 mois restants. Le président de la General Motors, et instigateur du projet LaSalle, Alfred P. Sloan, invite alors Earl à travailler à plein temps pour la GM afin de créer un studio de style spécifique au groupe : le « Art and Colour Section ». Le premier grand travail du studio est de créer la gamme de 50 carrosseries destinées aux Cadillac et aux LaSalle de 1928.
La production de 1927 atteint 36 369 exemplaires.

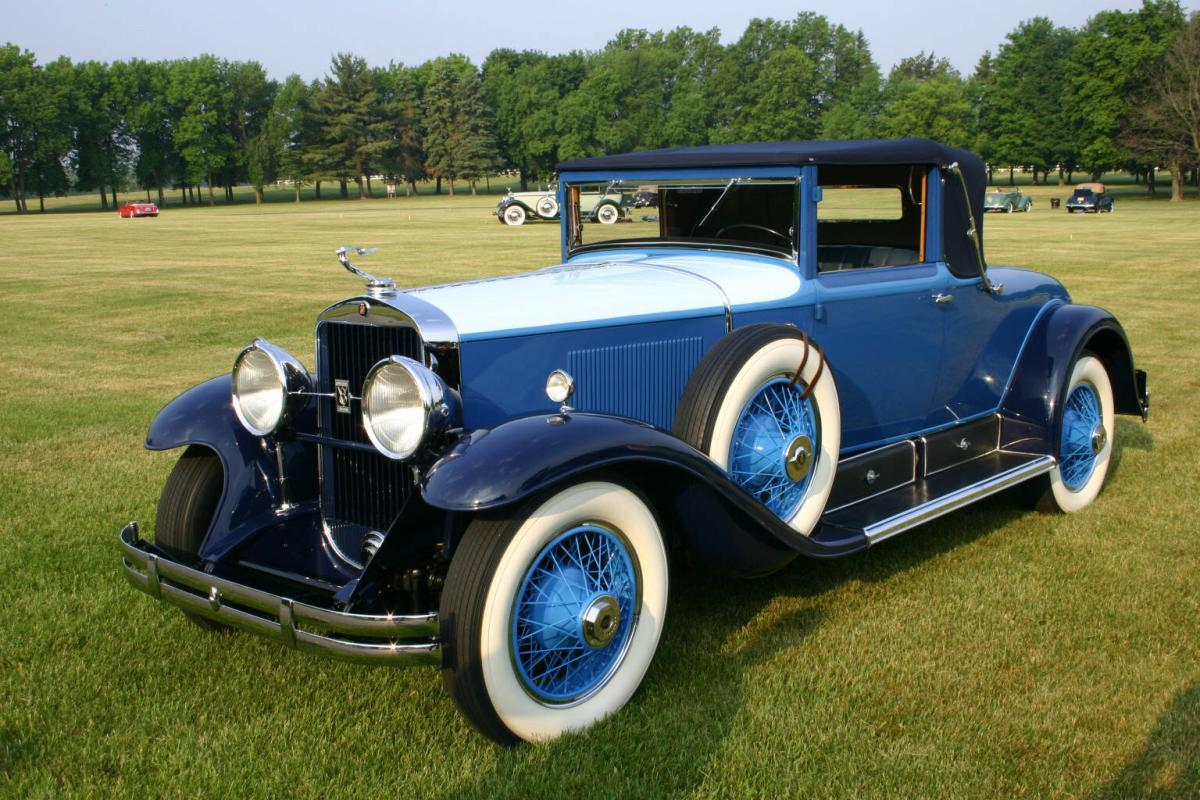
Série 341-B « Convertible Coupe », 1929.

Alors que la LaSalle devait être une petite Cadillac, il s’avère en fait que c’est la Cadillac qui devient une grande LaSalle. La Cadillac de 1928 reçoit ainsi des lignes identiques à la LaSalle. Longue (elle est établie sur un empattement de 3,55 m), svelte et lisse, elle présente des proportions élégantes et inaugure « l’âge d’or » des voitures américaines classiques. Pour la première fois, elle arbore des éléments métalliques chromés, le chrome permettant en plus de son pouvoir anticorrosion d’obtenir un brillant plus éclatant que le nickel. Mécaniquement aussi, elle adopte les caractéristiques de la LaSalle avec un nouveau V8 de 5,6 litres dérivé du 5 litres de cette dernière (et qui lui vaut son appellation de « Serie 341 »). Et de nouveau Cadillac adopte une innovation technique qui va être reprise par tous les autres constructeurs en accouplant son moteur à une boîte de vitesses entièrement synchronisée, la « Synchromesh », un terme passé depuis dans le langage courant anglophone. La Cadillac Série 341 est un véritable succès avec une production qui atteint 40 000 exemplaires.
Le modèle évolue en Série 341 B en 1929, qui reçoit des verres Securit et des sièges avant réglables. La production s’essouffle à 18 004 exemplaires mais rien ne semble empêcher la venue d’une nouvelle ère de progrès et de bénéfices.

### Grande crise des années 1930
Les modèles de 1929 sont reconduits en 1930. La gamme des huit cylindres offre un choix de 7 carrosseries Fischer et de 14 carrosseries Fleetwood. Le moteur de la « Série 353 » est réalésé à 5 785 cm3 et développe 95 ch. Le châssis est établi sur un empattement de 3,56 m. Les prix sont élevés : un phaéton Fleetwood « tout temps » coûte 4 700 $. Mais les ventes continuent de baisser, à 11 005 unités, soit une chute de 39 %.
Le style ne change pas pour 1931. Le capot possède cependant cinq volets verticaux sur chaque côté en lieu et place des crevés et l’empattement est ramené à 3,40 m. Le moteur gagne encore de la cylindrée à 5 817 cm3 (d’où l’appellation de « Série 355-A »). Les roues conservent leur diamètre de 19 pouces, mais la dimension des pneus est réduite, et des roues de 18 pouces sont disponibles en option. Le tarif n’est pas modifié et la chute des ventes est limitée, à 10 709 unités. Cadillac n’est cependant pas le plus mal loti des constructeurs de luxe, grâce au soutien de la GM et aux bénéfices dégagés par Chevrolet. Ses concurrents Franklin, Marmon ou Pierce-Arrow sont quasiment en faillite.
Les modèles de 1932 (« Série 355-B ») reçoivent un dessin aux lignes arrondies et un capot à six volets verticaux. Les ailes s’élargissent vers le bas et se fondent harmonieusement dans des marchepieds incurvés. Esthétiquement, de nouvelles roues plus petites donnent aux voitures une allure plus basse et plus élancée. Ce qui est accentué par les formes en ogive des feux et des phares avant. Le tableau de bord est nouveau et sur les conduites intérieures les portes peuvent être fermées de l’intérieur. La puissance du V8 est portée à 115 ch du fait d’un nouveau dessin des collecteurs d’échappement. Les freins reçoivent un dispositif d’assistance et les amortisseurs sont réglables. La transmission reçoit des pignons hélicoïdaux pour réduire le bruit des changements de vitesse. Les ventes chutent encore à 2 693 exemplaires.
Pour 1933 (« Série 355-C »), le dessin est retouché. Les volets du capot sont horizontaux, la calandre adopte un dessin en étrave est peinte au ton de la carrosserie et les avertisseurs et les ailes reçoivent des bavolets sur les côtés. Sur les conduites intérieures, le pare-brise est en une seule pièce fixe ; l’année précédente, il était monté sur gonds et pouvait s’entrouvrir par le bas pour la ventilation. Ce n’est dorénavant plus nécessaire du fait de l’apparition d’un système de ventilation plus efficace, constitué par des déflecteurs de vitres à l’avant et à l’arrière. Seize carrosseries Fischer et Fleetwood sont disponibles, aussi bien sur le châssis V8 que sur le châssis V12. Enfin, les modèles V8 bénéficient du freinage à dépression des modèles supérieurs.
Mais 1933 est la pire année de la ‘’Dépression’’ : les ventes n’atteignent que 2 096 exemplaires.
Des changements doivent donc survenir pour que la division survive. La GM sait qu’elle doit réduire les gammes de chacune de ses divisions et qu’elle doit réaliser des économies. Pour remettre Cadillac sur la voie du succès, un nouveau directeur général est nommé en 1934 : Nicholas Dreystadt.
Tout en conservant leur moteur, les Cadillac de 1934 reçoivent un châssis et des carrosseries entièrement nouvelles.
Élaboré par Harley J. Earl, le style général des voitures est inspiré par le « Coupé aérodynamique V16 » présenté à l’exposition universelle de 1933 à Chicago. La nouveauté du dessin réside dans un élargissement de 10 cm des caisses. Les ailes avant sont de type « ponton » et elles sont mises en valeur par de superbes pare-chocs à double lames inspirés par les ailes des avions biplans. Ces pare-chocs sont montés sur amortisseurs. Les cornes d’avertisseurs sont désormais dissimulées sous le capot, et sur certains modèles, les roues de secours sont reléguées dans le coffre arrière.
Au niveau de la mécanique, la nouveauté repose sur un nouveau châssis en X qui permet d’abaisser la hauteur des voitures de 5 cm. Il est équipé de la suspension avant indépendante « knee action (effet de genou)» mise au point par Maurice Olley et commune à tous les modèles GM. Grâce à ces deux nouveaux éléments, le moteur peut être avancé de plus de 20 cm. De fait, l’habitacle peut être allongé sans toucher à l’empattement, et cela permet aux passagers d’être assis en avant du pont arrière et non plus dessus. Comme la poignée du frein à main est reléguée sous le tableau de bord, l’espace disponible à l’avant est impressionnant. Enfin, autre nouveauté, le démarreur est commandé par un bouton.
Le moteur est équipé de doubles ressorts de soupapes, de pistons en alliage d’aluminium et de lignite et son taux de compression plus élevé. La puissance atteint 118 ch et un starter semi-automatique permet de réduire la consommation.
Le « Model 355-D » est décliné en trois séries disposant de leur propre empattement. La Série 10 reçoit les 6 carrosseries Fisher sur un empattement de 3,25 m, la Série 20 les 6 carrosseries Fisher sur empattement de 3,46 m et la Série 30 les carrosseries Fleetwood sur empattement de 3,71 m. Ces dernières se déclinent en versions à pare-brise plat et celles à pare-brise en V.
Le public répond favorablement à la nouvelle gamme ; les ventes remontent à 5 080 exemplaires (2 015 Série 10, 2 729 série 20 et 336 Série 30).
Après les nombreuses modifications opérées en 1934, Cadillac propose une gamme très similaire l’année suivante. Cependant, les pare-chocs à double lames sont trop onéreux à produire. Ils sont remplacés par des pare-chocs à simple barre plus conventionnels. Côté mécanique, une barre stabilisatrice est ajoutée à la suspension avant, et le taux de compression du V8 est réduit. Toujours proposées en trois empattements, les Cadillac V8 sont désormais toutes appelées « Série 10 Modèle 355-D ». La production retombe à 3 209 unités (1 130 Fisher sur empattement de 3,25 m, 1 859 Fisher sur empattement de 3,46 m et 220 Fleetwood sur empattement de 3,71 m).

## «Supervoitures» des années 1930: V16 et V12

### Première génération: V16 et V12

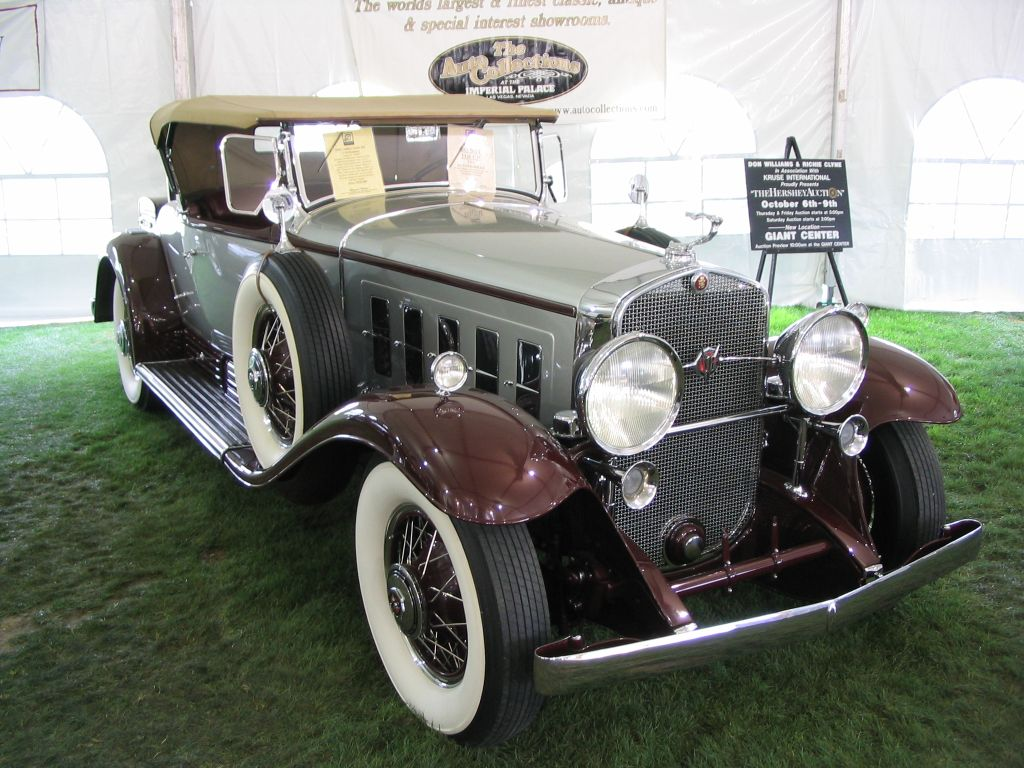
Cadillac Série 452 Roadster, 1930.

Dans les années 1920, la plupart des voitures de luxe ont des moteurs à six ou à huit cylindres dont la cylindrée augmente au fur et à mesure des années. Mais, plus la cylindrée est grosse, plus les vibrations internes du moteur sont importantes. Les constructeurs sont alors confrontés à un véritable défi technologique pour réduire les bruits et les vibrations de leurs modèles. Cela donne lieu à une compétition intense entre les constructeurs de prestige américains qui atteint son apogée avec les « supervoitures » des années 1930. Et c’est Cadillac qui ouvre le débat un an avant tous ses concurrents, avec un moteur à 16 cylindres en V.
Pour concevoir ce moteur, Lawrence P. Fisher recrute un ingénieur extérieur à la GM, Owen Milton Nacker (en), en faisant croire au reste de l’industrie que Cadillac travaille sur un moteur à douze cylindres. En fait, Nacker conçoit le douze et le seize cylindres en même temps, ce qui permet une très grande interchangeabilité des pièces entre les deux moteurs, mais toutes les études techniques et les calculs de prix de revient se référent uniquement au moteur V12. C’est donc une surprise de taille qui attend le public du salon de New York en janvier 1930, quand Cadillac présente son modèle V16. Le douze cylindres n’apparaît qu’en septembre 1930 et n’a qu’un rôle secondaire.
Le capot de la Cadillac 452 (sa cylindrée en pouces cubes, soit 7,4 litres) abrite une mécanique belle et imposante, qui a fait l’objet d’un véritable « styling ». C’est un régal visuel de chrome, d’émail, de porcelaine et d’aluminium poli : un carter géant moulé en aluminium sépare les deux rangées de huit cylindres par un angle de 45°, les couvre-culasses sont élégamment dessinés, les collecteurs d‘échappement cachent le circuit électrique et les accessoires sont placés de façon discrète. Les soupapes sont en tête. Le vilebrequin est soutenu par cinq paliers et il n’est pas plus long que celui de n’importe quel moteur à huit cylindres en ligne. Le vilebrequin en acier forgé pèse 59 kg et demande un équilibrage précis pour éliminer les vibrations de torsion ; les vibrations résiduelles sont absorbées par un balancier harmonique. Le carter est en alliage d’aluminium et de silicium : il est suspendu au châssis en cinq points posés sur silentblocs. Les bielles sont forgées en acier au molybdène. La lubrification est assurée à leur base par des trous calibrés sur le vilebrequin. Les pistons (76,2 mm d’alésage et 101,6 mm de course) sont en alliage de fer et de nickel sur les premières séries de modèles. L’utilisation du même alliage pour les pistons et les blocs-cylindres assure une dilatation égale et évite les problèmes d’électrolyse. Les culasses comportent des soupapes en tête et des culbuteurs actionnés depuis l’arbre à cames central par des poussoirs hydrauliques. Un seul distributeur à deux groupes de points de contact a été spécialement dessiné pour le V16. Le courant est fourni par deux bobines montées, sur les premiers modèles, au sommet du radiateur où elles sont protégées de la chaleur du moteur. Le système de refroidissement a une capacité de 25 litres, de très grosses canalisations et une énorme pompe centrifuge. La lubrification est assurée avec un réservoir d’huile de 9,5 litres. Le système d’arrivée d’essence utilise un réservoir à dépression et un carburateur pour chaque rangée de cylindre que les réservoirs, grâce à des collecteurs et une pompe mécanique à dépression, alimentent dans n’importe quelle condition.
La puissance est donnée pour 175 ch à 3 400 tr/min. Avec une carrosserie légère de roadster, et un rapport de pont de 3,47:1, la Cadillac V16 atteint plus de 160 km/h. Cependant, une voiture à carrosserie 7 places pesant près de 3 tonnes et équipée d’un rapport de pont de 4,07:1 a une vitesse de pointe de 145 km/h. La consommation est de 23 litres aux cent kilomètres sur route et de 29 litres en ville.

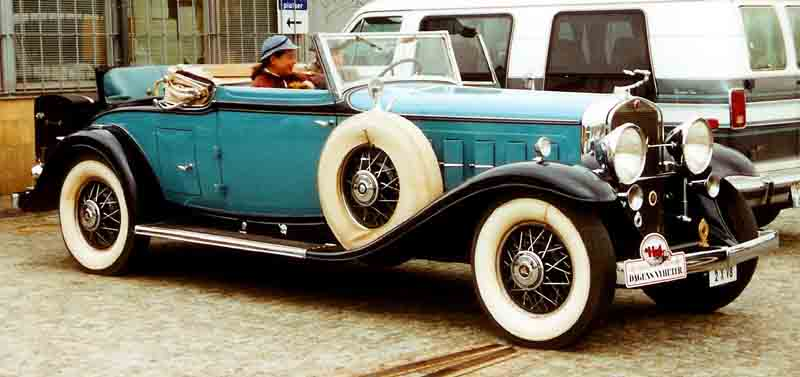
Cadillac Série 452-A Convertible Coupé, 1931.

Extérieurement, les modèles V16 ressemblent beaucoup aux Cadillac V8, mais en plus grand et en plus luxueux.
Initialement, il y a vingt carrosseries Fleetwood, avec un choix entre des roadsters, des phaétons, des cabriolets, des victorias, des coupés, des berlines, des impériales et des limousines. Les prix s’échelonnent de 5 500  à   7 500 $. Les modèles les plus originaux sont ceux appelés « Madam X », au pare-brise audacieusement incliné en une pièce droite ou en deux parties en étrave. Le nom est inspiré à Harley Earl par le mystérieux personnage féminin d’une pièce populaire de 1929. Quelques-unes de ces « Madam X » se distinguent par des évents de capot en acier brossés à la place des modèles normaux peints. D’autres ont leur instrumentation et leurs roues à rayons acier dorés à l’or fin...
La Cadillac V16 connaît un succès énorme pour une voiture de ce type, avec 3 250 exemplaires produits en 1930-1931. Elle n’a qu’une seule concurrente, la Marmon V16, qui n’apparaît qu’en avril 1931, et qui est produite à moins de 350 exemplaires (le troisième modèle américain de série à moteur 16 cylindres, la Peerless V16, ne dépassant pas le stade du prototype).
Le moteur à douze cylindres est présenté six mois après le seize cylindres. Il est entièrement dérivé du V16, mais avec une course de 79,5 mm pour une cylindrée de 6 030 cm3. Avec 135 ch, il fournit à Cadillac un concurrent direct pour une pléthore de douze cylindres de chez Packard, Pierce-Arrow, Lincoln, Franklin et Auburn. La Série 370 (d’après sa cylindrée en pouces cubes) est disponible en onze carrosseries tarifées entre 3 800  et   4 900 $. La Cadillac V12 est produite à 5 725 exemplaires en 1930-1931.

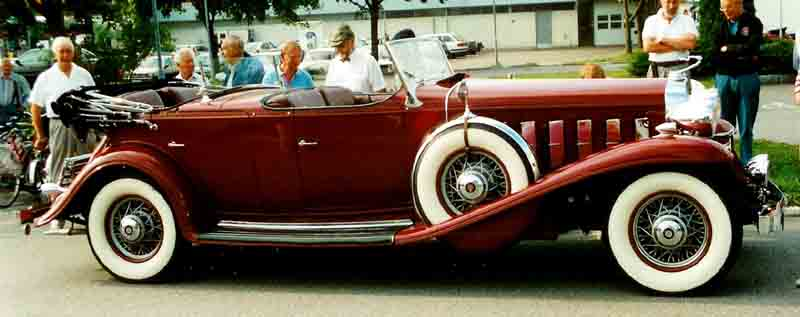
Cadillac Série 452-B Dual Cowl Phaéton, 1932.

La première génération de modèles V16 et V12 est dessinée dans un style très inspiré par l’Hispano-Suiza française. Elle est déclinée ainsi pendant quatre ans, de 1930 à 1933, faisant l’objet de petites retouches de détails tous les ans. Les ailes reçoivent des bavolets en 1933. Hélas, la crise économique s’amplifie en 1932, et les ventes de ces hyper luxueuses voitures chutent brutalement. La production tombe à 1 709 V12 et 296 V16 en 1932, et s’effondre à 952 V12 et 125 V16 en 1933.
Les voitures sont entièrement redessinées en 1934 et elles adoptent un style « aérodynamique », avec des lignes arrondies, une calandre effilée, des phares en goutte d’eau et un nouveau châssis qui permet d’abaisser la hauteur de 5 cm. Cette deuxième génération est de nouveau retouchée dans le détail tous les ans jusqu’en 1937. La production continue de reculer en 1934 (683 V12 et 56 V16) et en 1935 (377 V12 et 50 V16) avant de remonter en 1936 (901 V12 et 52 V16) pour retomber en 1937 (474 V12 et 49 V16).

### Deuxième génération: V16 uniquement

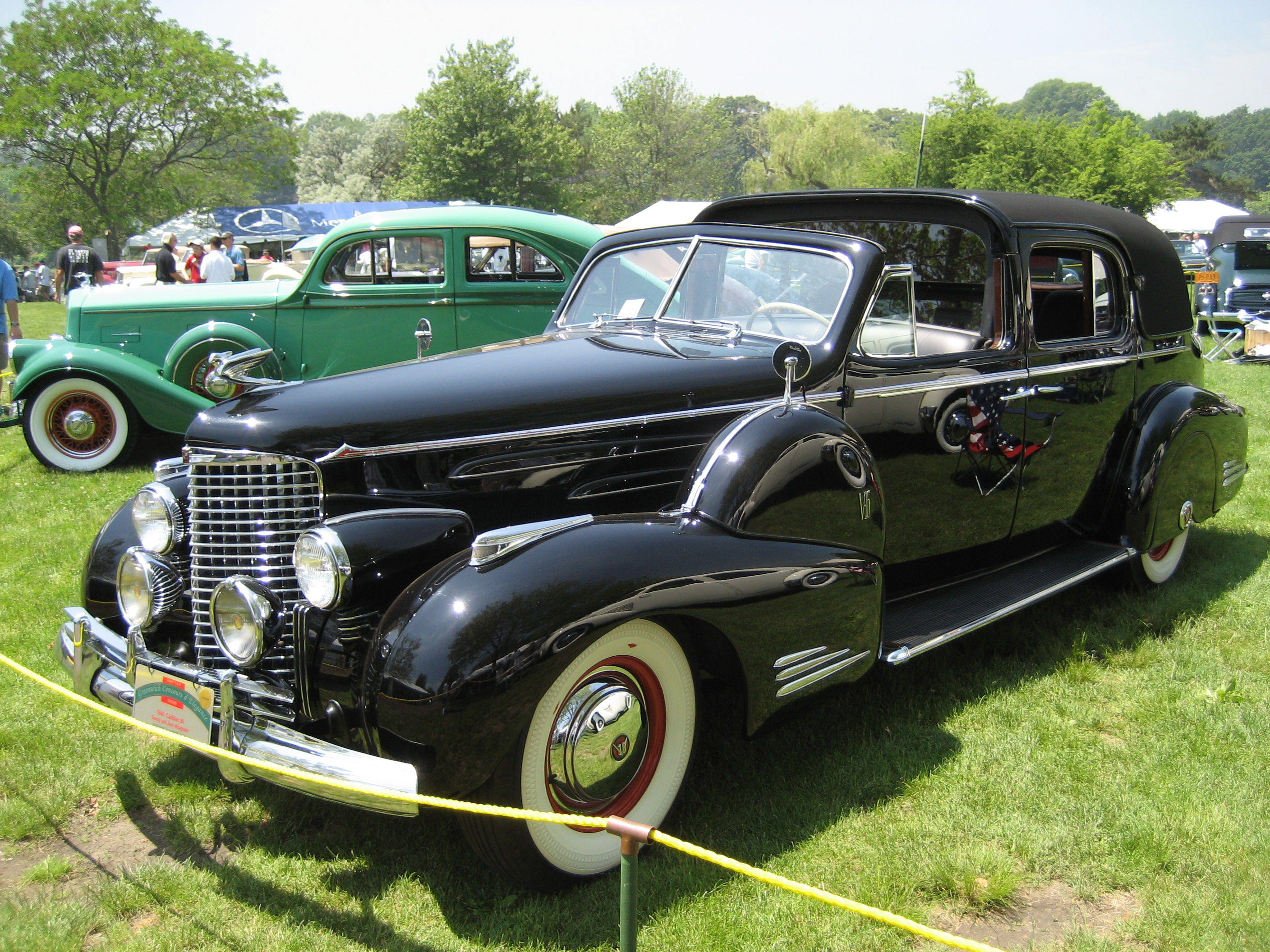
Cadillac Série 90 Town Car, 1940.

En raison de ces faibles volumes, Cadillac décide de simplifier son offre à partir de 1938 pour ne proposer qu’une seule « super-voiture » à moteur V16, le moteur V12 n’offrant plus aucun avantage face au nouveau V8 de la marque.
C’est Ernest W. Seaholm, l’ingénieur en chef de Cadillac, qui supervise l’étude du nouveau moteur V16. La différence la plus visible entre les deux moteurs est le nouvel angle très ouvert à 135° entre les deux rangées de cylindres à la place de l’ancien angle de 45°. Le nouveau moteur revient aux soupapes latérales. Sa cylindrée est de 7 063 cm3 (431 pouces cubes), avec des cotes carrées (82,55 mm d’alésage x 82,55 mm de course). La puissance atteint 185 ch, ce qui permet à la plupart des carrosseries d’atteindre un vrai 160 km/h.
Les prix de la Série 90 (nom d’usine de la nouvelle V16) s’échelonnent entre 5 200  et   7 500 $. La gamme étendue et habituelle des carrosseries Fleetwood.
Le style est identique à celui des Cadillac V8, la Série 90 n’étant en fait qu’une version à moteur V16 de la plus luxueuse des V8, la Série 75. Les carrosseries sont plus basses et plus larges. Mais la production demeure confidentielle : 311 exemplaires en 1938, puis 135 en 1939 et seulement 61 exemplaires en 1940.
Nicholas Dreystadt, le directeur général de Cadillac, décide alors d’arrêter les frais. La Cadillac V16 n’a jamais été une réussite commerciale, sauf au cours de ses premières années, mais elle vient de montrer clairement que Cadillac a gagné sa place sur le marché du luxe. Pour la première fois, Cadillac a proposé une voiture nettement supérieure aux Packard.

## 346:3egénération du V8

### Changement dans la continuité
La grande nouveauté de 1936 est le V8 « 346 » monobloc. Ce moteur, dont l’étude remonte à 1932, a un bloc en fonte en un seul morceau. Il est moins coûteux à produire que le précédent qui était en trois parties. Les soupapes sont latérales. Les collecteurs d’échappement sont recouverts de porcelaine et les poussoirs de soupapes sont hydrauliques. Avec une cylindrée de 5 670 cm3 (346 pouces cubes), il est plus petit que son prédécesseur, mais il est plus puissant puisqu’il développe 135 ch à 3 400 tr/min ; de fait, il entraîne l’arrêt du moteur V12 deux ans plus tard. Il demeure en production jusqu’en 1948.
Le châssis est renforcé, la suspension avant est améliorée et les freins deviennent hydrauliques. Bien que plus étroit, le radiateur procure un refroidissement supérieur de 10 % à l’ancien modèle. Ce nouveau radiateur permet de réduire la largeur de la calandre. Le pare-brise est dessiné en deux parties en étrave.
La gamme des modèles V8 s’articule autour de trois Séries : la Série 60, la Série 70 et la Série 75. Ces appellations permettent aux Cadillac d’avoir des désignations supérieures aux LaSalle qui sont appelées Série 50 depuis 1935. La Série 60, basée sur un empattement de 3,07 m, est en fait une LaSalle rebadgée ! Elle utilise le V8 de 5,3 litres et elle partage sa caisse avec les plus petites des Buick et des Oldsmobile. Affichée à partir de 1 645 $, c’est la moins chère des Cadillac proposée depuis 1908. Trois carrosseries Fisher sont disponibles : un coupé, une Sedan (1 695 $) et un cabriolet (1 725 $). En haut de gamme, les Séries 70 (empattement de 3,32 m) et 75 (empattement de 3,50 m) sont proposées en 14 carrosseries différentes par Fleetwood. Les conduites intérieures sont réalisées à partir de la caisse tout acier « turret top » de la GM. Les prix s’échelonnent entre 2 445 $ pour une Série 70 Touring Sedan 5 places et 4 445 $ pour une Série 75 Town Car 7 places. Les ventes de la division se rétablissent rapidement : elles sont de 11927 exemplaires (un résultat espéré depuis 1930), dont 6712 Série 60.

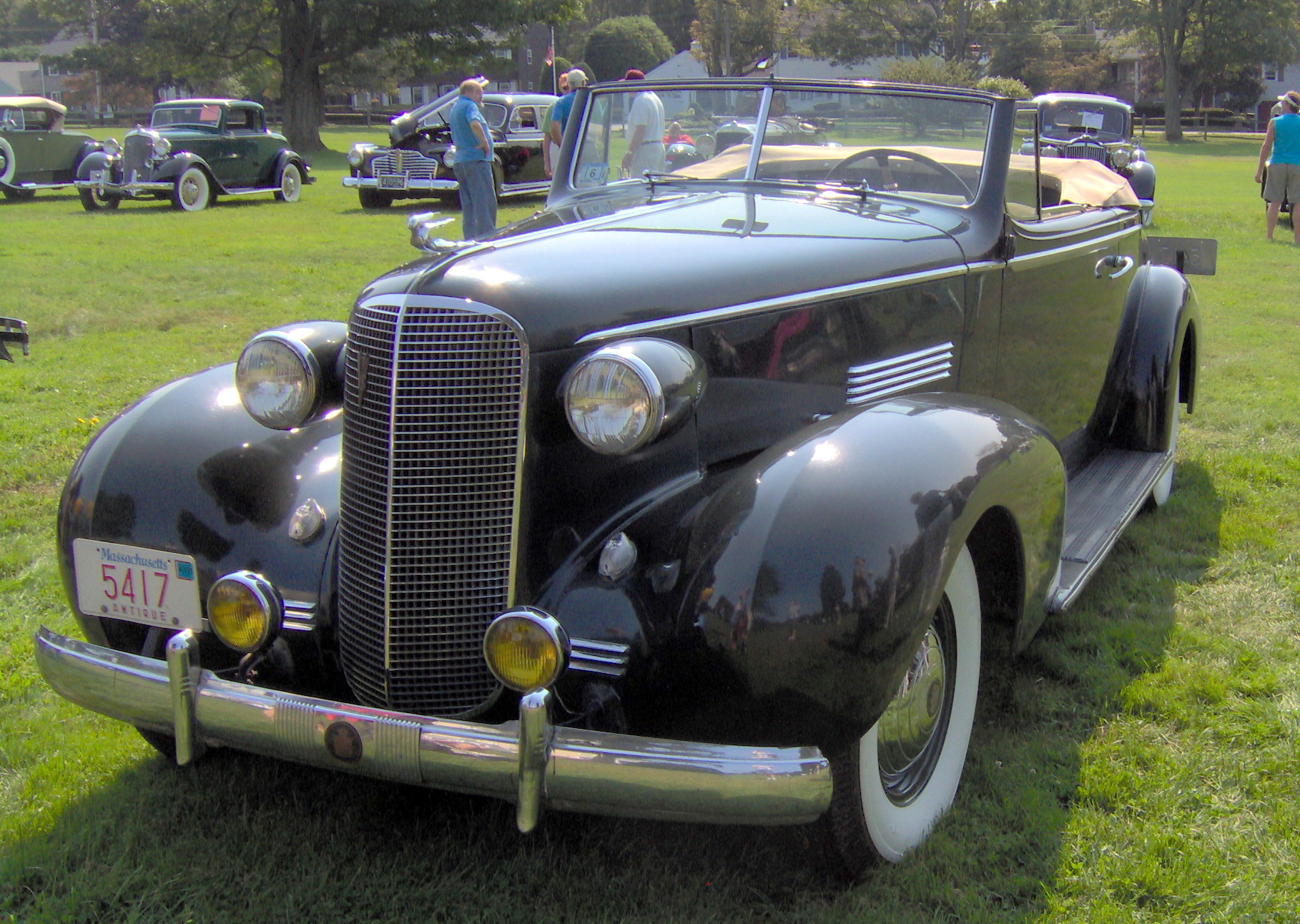
Cadillac Série 70 Convertible Coupe, 1937.

Les modèles de 1937 reçoivent un capot et une calandre redessinés et un habillage intérieur plus luxueux que leurs prédécesseurs au style très austère. Les nouveaux modèles pèsent 113 kg de moins que ceux de 1936. La grande partie de ce gain est réalisée sur le moteur et la transmission, même si le bloc du V8 vient d’être renforcé. Un nouveau carburateur Stromberg à starter automatique est adopté. La Série 60 continue de partager sa caisse avec Buick, bien que son empattement soit porté à 3,15 m, mais elle reçoit le V8 « 346 ». Malgré une réduction de son prix de base, elle reste dans la gamme des prix moyennement élevés (de 1 445 $ à 1 885 $), juste au-dessus des La Salle. Le reste de la gamme de 1937 comprend la nouvelle Série 65, une version Fisher de la Sedan réalisée pour la Série 70 par Fleetwood, la Série 70, disponibles en 4 carrosseries Fleetwood et la Série 75 disponible en 6 carrosseries Fisher ou en 15 carrosseries Fleetwood. Les ventes progressent à 13632 exemplaires (7003 Série 60, 2401 Série 65, 1001 Série 70 et 3227 Série 75).

### Sixty Special, un jalon dans l'histoire du design automobile
Le style est la priorité pour 1938. Un nouveau modèle apparaît, la berline 60 Special, dessinée par le jeune William « Bill » Mitchell. Cette voiture va rapidement démoder tout ce qui roule sur les routes de cette époque. Elle va influencer le dessin automobile sur plus d’une génération de dessinateurs. Elle inaugure à elle seule un concept entièrement nouveau ; celui de la voiture complète. Longue et basse, elle renonce aux marchepieds. Son coffre arrière se fond dans la ligne de la carrosserie. Les montants de toit sont extrêmement minces et permettent aux portes et au pare-brise d’être plus larges que sur n’importe quelle autre voiture de classe équivalente. De fait, la visibilité est grandement améliorée. Ses montants très minces, quoique très résistants, sont recouverts de métal brillant, ce qui donne à la voiture une allure de décapotable non ouverte.
Le reste de la gamme bénéficie également d’un nouveau style. Les modèles V8 proposent désormais une habitabilité supérieure grâce à des empattements allongés et à un châssis abaissé. La calandre est élargie, le capot est plus massif; c’est un changement radical de tendance par rapport aux modèles de 1936 et 1937. Les ailes avant deviennent plus larges et les phares sont positionnés plus bas, entre les ailes et les rebords de la calandre. Pour la première fois, le capot se bascule d’avant en arrière, avec des gonds placés près du pare-brise. À l’intérieur, tableau de bord et habitacle sont redessinés sur toute la gamme. Le volant est nouveau, et le levier de changement de vitesse passe sur la colonne de direction. Mécaniquement, la transmission est hypocycloïde et les ressorts de suspension sont repositionnés.
Les Série 70 Fleetwood et les Série 75 Fisher sont abandonnées. La gamme est constituée de la Série 60, disponible en 4 carrosseries Fisher sur empattement de 3,15 m, de la Série 60 Special (1 seule carrosserie Fisher sur empattement de 3,22 m), de la Série 65 (4 carrosseries Fisher sur empattement de 3,35 m) et de la Série 75 (14 carrosseries Fleetwood sur empattement de 3,58 m). Les prix vont de 1 695 $ pour la Série 60 Coupé à 5 115 $ pour la Série 75 Town Car. Mais une récession frappe de nouveau l’économie américaine et la production retombe à 8 957 exemplaires (2 039 Série 60, 3 703 Série 60 Special, 1 401 Série 65 et 1 814 série 75).
La face avant des modèles de 1939 est traitée en trois parties : une calandre centrale flanquée de petites calandres de part et d’autre juste en dessous des phares.
La gamme V8 s’articule toujours sur trois modèles, mais les dénominations évoluent. La Série 61 remplace la Série 60, la Série 70 est supprimée, la 60 Spécial devient un modèle à part entière (désormais carrossée par Fletwood), et la Série 75 est maintenue. Comme la 60 Special, la Série 61 abandonne les marchepieds, qui restent disponibles en option, et elle peut être équipée d’un toit ouvrant. Toutes les Cadillac de 1939 reçoivent un nouveau tableau de bord, une antenne radio électrique, des protections en caoutchouc sur le pare-chocs arrière et un overdrive appelé « controled-action ride ». Le support arrière de la plaque d’immatriculation est repositionné au centre du couvercle de malle. Enfin, les modèles décapotables à spider arrière disparaissent de la gamme. Les tarifs s’échelonnent entre 1 695 $ et 5 245 $. Les ventes s’améliorent : 13 545 exemplaires (dont 5 506 Série 60 Special, 5 974 Série 61, 2 065 Série 75).

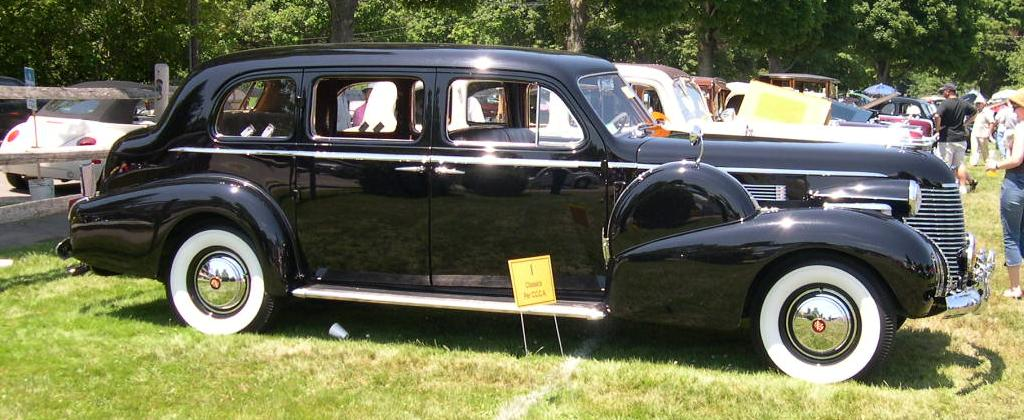
Cadillac Série 75 Imperial Sedan, 1940.

Les modèles de 1940 ne subissent que quelques aménagements mineurs. Les barres de la calandre sont plus épaisses et les feux de position sont placés au sommet des ailes avant. Les clignotants sont montés en série.
La Série 62 remplace la Série 61. Elle est offerte avec deux nouvelles carrosseries découvrables issues du studio Art & Colour, une berline et un coupé 5 places. Une Série 72 apparaît, version plus petite de la Série 75 (empattement de 3,50 m au lieu de 3,58 m). Elle est équipée d’une direction à recirculation à billes.
Les tarifs sont légèrement abaissé et vont de 1 685 $ à 5 115 $. Les ventes aussi baissent légèrement à 12 988 exemplaires (dont 4 597 60Special, 5 900 Série 62, 1 526 Série 72 et 965 Série 75).

### Apparition de la calandre horizontale
Les tout nouveaux modèles de 1941 affirment véritablement le statut de Cadillac comme symbole absolu du luxe en Amérique. Bill Mitchell réussit une très adroite mise à jour du dessin des carrosseries. Ses voitures ont de la classe; elles sont bien dessinées et leurs chromes ne semblent ni excessifs, ni déplacés. Son dessin apporte des innovations intéressantes : les phares avant sont implantés dans les ailes et non plus à leur sommet et la calandre s’étale sur toute la largeur de la face avant avec 7 barres horizontales et 24 barres verticales qui se croisent dans un dessin de « cage d’œuf ». Les ailes présentent des lignes de fuite rectilignes qui s’accordent agréablement aux contours arrondis de la caisse. La 60 Special se distingue avec ses ailes avant qui se prolongent en forme d’obus sur les portières. Les emblèmes et les ornements sont si bien finis qu’ils ressemblent à des joyaux. Les accessoires abondent : enjoliveurs d’ailes, feux directionnels, feux de recul, lave-glaces, rétroviseurs et radio.
Le valeureux V8 voit son taux de compression augmenter ; les 5,7 litres de cylindrée procurent désormais une puissance respectable de 150 chevaux. Grâce à cette puissance, les Cadillac de 1941 atteignent un vrai 160 km/h, et accélèrent de 0 à 100 km/h en 14 secondes. Le châssis est d’ailleurs rigidifié pour assurer une meilleure tenue de route. Pour la première fois, la transmission automatique « Hydra-Matic » (proposée sur les Oldsmobile depuis 1940) et l’air conditionné sont disponibles en option.
La gamme des modèles est à nouveau remaniée. Elle s’articule autour de trois longueurs d’empattement : 3,20 m, 3,45 m et 3,53 m. La marque compagnon LaSalle est supprimée et son modèle est intégré dans la gamme Cadillac sous l’appellation de Série 61. Grâce à lui, Dreystadt peut proposer une vraie Cadillac à un prix très concurrentiel : 1 445 $. La série 72 est abandonnée également mais une Série 67 arrive ! Et avec l’arrêt de la V16, la Série 75 devient le vaisseau amiral de la marque, avec des tarifs allant jusqu’à 4 045 $.
C’est une année faste : les ventes sont 4 fois plus importantes qu’en 1940, avec un total de 66 130 unités (29 250 Série 61, 24 726 Série 62, 5 050 Série 63, 4 100 Série 60 Special, 900 Série 67 et 2 104 Série 75).
À l’exception de la Série 75, les modèles de 1942 adoptent les ailes de la 60 Special dans un dessin encore plus arrondi. Les carrosseries sont plus fluides, les ailes avant, en forme de larme, s’avancent plus profondément dans les portières et les ailes arrière sont similaires. Les carrosseries de type « fastback » sont fortement mises en valeur, seule la Série 75 conserve une allure plus rigide. Le dessin de la calandre est plus massif, avec 6 barres horizontales et 14 barres verticales, et les pare-chocs reçoivent des gardes en forme d’obus.
En raison de la conversion de l’industrie à l’effort de guerre, la production de 1942 s’arrête dès le 1er février, après une production de 16 511 exemplaires, dont à peine 5 000 unités en 1942 (5 700 Série 61, 4 960 Série 62, 1 750 Série 63, 1 875 Série 60 Special, 700 Série 67, 1 526 Série 75).
Désormais, et jusqu’en 1945, les usines Cadillac construisent les chars légers M5 « Stuart » et M24 « Chaffee » équipés du fameux V8 de la marque, ainsi qu'une version aéronautique de ce moteur.

### Immédiat après-guerre

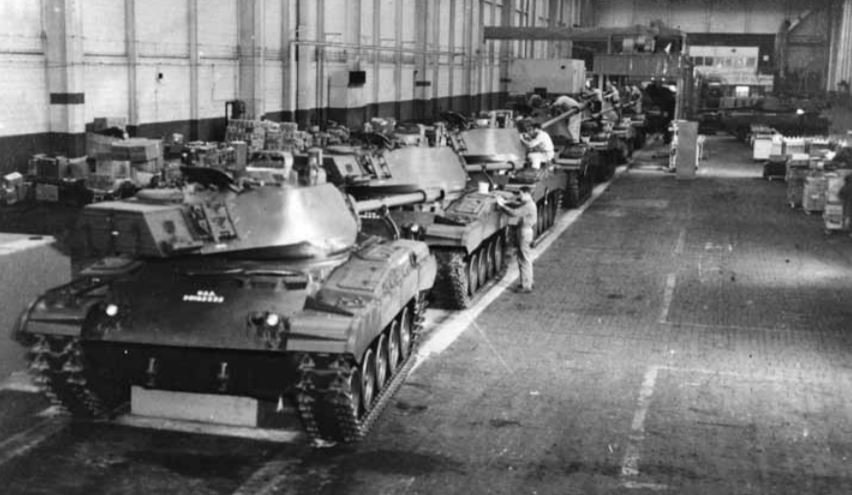
Assemblage de chars légers M41 Walker Bulldog entre 1951 et 1954 dans une usine de Cleveland qui servira à la construction de blindés jusqu'en 1970. Depuis 1985, ce site est le hall d’exposition I-X Center.

À la fin des hostilités, Cadillac met plusieurs mois pour remettre en service son outillage de 1942 et, à la fin de 1945, la division lance la fabrication de ses modèles 1946. Ce n’est qu’une simple reprise des modèles de 1942 ; les seules modifications touchent les pare-chocs, qui sont plus enveloppants, et les feux de position, qui sont rectangulaires. Le moteur est toujours le fidèle V8 à soupapes latérales de 5,7 litres et la transmission Hydra-Matic en disponible en option. En revanche, les tarifs augmentent de près de 30 % en moyenne, ceux de la Série 61 grimpant même de 42 %. La Cadillac la moins chère (la Série 61 Club Coupé) est ainsi affichée à 2 052 $, soit 602 $ de plus qu’avant guerre.
La production redémarre doucement. Au cours des derniers mois de 1945, la seule Cadillac disponible est la berline de la Série 61, dont 1 142 exemplaires seulement sont fabriqués. Puis la gamme est rétablie avec 11 modèles répartis en 4 séries (au lieu de 22 modèles en 6 séries, la Série 67 et la Série 72 n’étant pas reconduites). Avec 28 052 voitures fabriquées en 1946, la production totale de l’année modèle 1946 atteint 29 194 exemplaires (3 001 Série 61, 18 566 Série 62, 5 700 Série 60 Special et 1 927 Série 75). Mais plus de 100 000 acheteurs impatients ont passé commande de leur Cadillac !
La même gamme est reconduite en 1947 avec de très légères différences cosmétiques (calandre à 5 barres horizontales, feux de position ronds). L’inflation d’après guerre fait augmenter les tarifs de 7 %, celui de la Cadillac Série 61 Club Coupé atteignant 2 200 $. La production retrouve son niveau d’avant guerre avec 61 926 Cadillac produites (8 555 Série 61, 39 835 Série 62, 8 500 Série 60 Special, 5 036 Série 75). Pour la première fois depuis 1934, la production de Cadillac dépasse celle de Packard. C’est un évènement significatif, car Packard, avec ses Clipper Six et Clipper DeLuxe Eight moins chères que la Série 61, aurait dû rester devant.

## Ère des ailerons

### Naissance des ailerons: 1948-1953

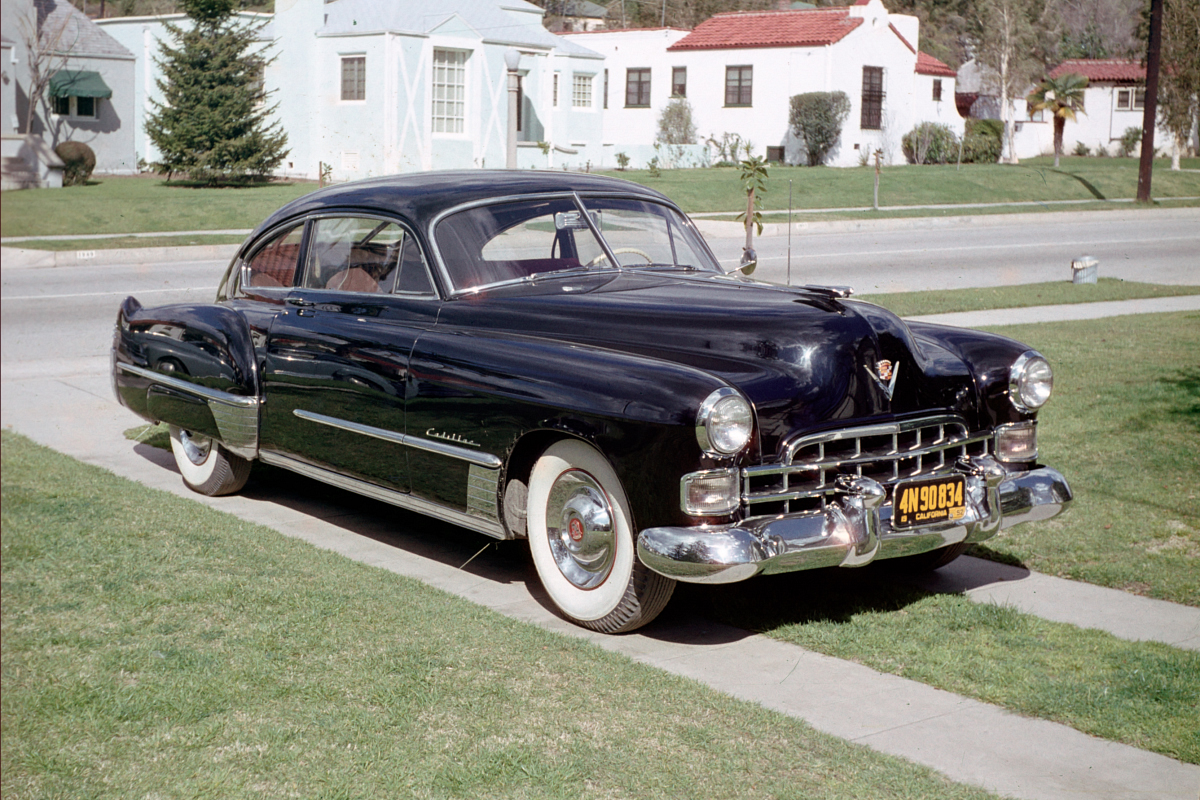
Cadillac Série 62 Club Coupé, 1948.

C’est en février 1948 que la GM présente sa première nouvelle carrosserie d‘après guerre, qui est partagée entre Oldsmobile et Cadillac. Cette nouvelle carrosserie adopte un style « semi-ponton » : les ailes avant intègrent le plan du côté mais les ailes arrière restent renflées. Chez Cadillac, le dessin se singularise par un détail qui va profondément marquer le style automobile américain des années 1950 ; des « ailerons » en bout des ailes arrière.
Selon la légende, ces ailerons auraient été inspirés par la double dérive du chasseur Lockheed P-38 Lightning que l’équipe de style de la GM, dirigée par Harley J. Earl, aurait eu le privilège de voir avant sa mise en service (la GM fournissant les moteurs Allison de l’appareil). Selon Bill Mitchell, ces ailerons n’auraient été que le développement logique du dessin des feux arrière rapportés sur les ailes des modèles de 1941. En réalité, ces ailerons sont dus à Franklin Quick Hershey (1907-1997), le responsable du style de Cadillac depuis 1944 et le dessinateur entre autres de la Peerless V16 de 1932, des Pontiac de 1933 et de l’Opel Kapitän de 1938 (et qui sera ensuite responsable du style de la Ford Thunderbird de 1955). Harley Earl n’est en rien dans le dessin de ces ailerons, qu‘il désapprouve. Quand Hershey lui présente les maquettes des modèles en 1944, il lui demande expressément de supprimer ces ailerons en lui disant : « Ce n’est tout simplement pas Cadillac ! ». Mais le dessin plaît à Nicholas Dreystadt et aux responsables commerciaux de la marque. Earl se fait une raison, et les ailerons vont devenir la marque distinctive des Cadillac.
La nouvelle carrosserie se distingue également par sa calandre dont la partie centrale est plus haute que ses côtés. La gamme se compose de la Série 61 (berline et coupé), de la Série 62 (berline, coupé et cabriolet), de la Série 60 Special Fleetwood (berline) et de la Série 75 Fleetwood qui conserve la carrosserie précédente, sa production étant trop limitée pour justifier le renouvellement des matrices de sa carrosserie. Les Séries 61 et 62 sont établies sur un empattement de 3,20 m, la Série 60 Special sur un empattement allongé de 3,38 m, et la Série 75 sur l‘empattement long de 3,45 m. La carrosserie coupé des Séries 61 et 62 est une magnifique carrosserie fastback à deux portes baptisée « Sedanet ». Beaucoup de stylistes affirment que ce type de carrosserie (utilisé par les autres division du groupe) est l’un des plus grands chef-d’œuvre de tous les temps ; la célèbre Bentley Continental de 1952 porte d’ailleurs une carrosserie assez semblable.
À l’intérieur, la planche de bord, en cuir grené, reçoit un tableau de bord semi-circulaire qui regroupe les instruments sous les yeux du conducteur. Le tableau retombe en pente douce pour s’arrêter juste au-dessus du plancher recouvert de moquette. Des conduites sont aménagées dans les portières avant pour amener de l’air chaud aux buses de dégivrage des vitres latérales. La version cabriolet reçoit des vitres électriques en série.
Mécaniquement, le moteur est inchangé et il peut toujours être accouplé à la boîte automatique « Hydra-Matic » en option.
Les prix s’échelonnent de 2 833 $ pour la Série 61 Sedan à 5 199 $ pour la Série 75 Imperial Sedan.
En raison de différents mouvements de grève dans l’industrie au printemps 1948, la production est en baisse et n’atteint que 52 706 exemplaires : 34 213 Série 62, 8 603 Série 61, 6 561 Série 60 Special, 1 262 Série 75 et 2 067 châssis commerciaux dérivés de la Série 75 (avec un empattement de 4,14 m).
La gamme est reconduite pour l’année modèle 1949 avec une calandre plus scintillante qui étend sur les côtés par l’ajout de moulures chromées et un coffre arrière plus vaste et donc plus bulbeux. Une nouvelle carrosserie fait son apparition : un coupé sans montant central ("hard-top" en anglais) dérivé du « Club Coupe » de la Série 62 et. baptisé « Coupé De Ville » (un terme ancien de la carrosserie française, utilisé dans les années 1920 et choisi pour sa sonorité en américain). L’origine de cette carrosserie se trouve dans le comportement de l’épouse d’un dessinateur du bureau de style de la GM qui possède un cabriolet mais qui roule constamment avec la capote relevée et les vitres baissées. Voyant que la capote ne sert jamais, le dessinateur propose de la rendre définitivement fixe en reprenant le dessin du coupé dont il enlève le montant central entre la vitre de portière et la vitre de custode. Le dessin est adopté pour les trois marques de gamme supérieure de la GM : Oldsmobile, Buick et Cadillac - il est baptisé Holiday chez Oldsmobile et Riviera chez Buick.
Mais la grande nouveauté de l’année se situe sous le capot, avec l’arrivée de la 4e génération de V8 Cadillac ; le V8 « haute compression », fruit d’un développement conduit depuis 1936 par John « Jack » F. Gordon (l’ingénieur en chef de la division qui a succédé à Ernest Seaholm en 1943 et qui est devenu le directeur général de la division en 1946), Harry F. Bars (futur vice-président de la GM), et Edward N. Cole (qui remplace Gordon au poste d’ingénieur en chef et qui deviendra le président de la GM). Leur idée est de profiter de nouveaux carburants à haut indice d’octane et d’augmenter le taux de compression du moteur à 7,5:1 (avec une possibilité d‘atteindre 12:1). « Il est certain qu’aucun autre moteur n’a jamais été autant essayé » expliquent les ingénieurs : « Dans sa forme finale, le moteur a parcouru plus d’un million de miles avant que la première Cadillac de 1949 ne soit présentée au public. Entre 1946 et 1948, plus de 25 moteurs ont été construits pour être soumis aux essais les plus intensifs… Un moteur expérimental et un moteur de série de 1949 ont tourné pendant plus de 100 heures avec l’accélérateur ouvert au maximum… il ne s'est produit aucune usure particulière ». Dessiné avec des soupapes en tête et une architecture hyper-carrée, soit un alésage (96,8 mm) plus long que la course (92 mm), il dispose d’une cylindrée de 5 425 cm3 (331 c.i.) et développe 160 ch à 3 800 tr/min. Le vilebrequin repose sur cinq paliers. Bien qu’en fonte, le moteur pèse 90 kg de moins que l’ancien V8. Il permet à toutes les Cadillac de dépasser le 160 km/h.
Au niveau de l’équipement de série on note l’apparition des feux arrière de recul. Les prix restent stables ; ils s’échelonnent de 2 788 $ pour la Série 61 Club Coupé à 5 170 $ pour la Série 75 Imperial Sedan.
Non perturbée par les grèves passées, la production est en hausse de plus de 75 %, et établit un nouveau record avec 92 554 exemplaires : 55 643 Série 62, 22 148 Série 61, 11 400 Série 60 Special, 1 502 Série 75 et 1 861 châssis commerciaux.
Pour l‘année modèle 1950, les Cadillac adoptent un dessin de carrosserie plus élancé et plus lisse avec une prise d’air verticale chromée en avant de l’aile arrière, un pare-brise en une seule pièce, une lunette arrière agrandie qui reprend le dessin de celle du Coupé De Ville, et une nouvelle calandre. La ligne de caisse adopte un décrochement en arrière de la porte avant et le nez du capot se prolonge en avant des phares. Seule la Série 62 conserve son empattement de 3,20 m, les autres sont établies sur des empattements plus court que précédemment. La Série 61 reçoit ainsi un empattement réduit à 3,10 m qui la rend plus trapue que les autres Cadillac, notamment du fait de ses ailes arrière plus courtes. La Série 60 Spécial voit le sien réduit à 3,30 m ; sa carrosserie arbore huit ouïes verticales spécifiques sur les ailes arrière. Enfin, la Série 75 est désormais établie sur un empattement de 3,73 m et elle reçoit une nouvelle carrosserie, version allongée à six glaces, toit surélevé et lunette réduite des autres Cadillac, mais le choix est limité aux deux versions à sept places, avec ou sans séparation intérieure. Quant au châssis commercial, il est maintenant établi sur un empattement de 3,99 m.
Bien qu’aucune d’entre elles ne soit une voiture de sport, les Cadillac d’alors ont des performances extraordinaires. Le coupé de la Série 61 de 1950, léger et équipé d’une boite mécanique à 3 rapports et d’un rapport de pont de 3,77, est la voiture américaine de tourisme la plus rapide du moment. « J’en ai possédé une, en plus d’une nouvelle Jaguar XK 120 », raconte Edward Gaylor, pilote de course et constructeur de la luxueuse mais éphémère Gaylord, « la Cadillac est la plus rapide jusqu’à 145 km/h… sa seule rivale en accélération est le petit coupé Olds 88 de 135 ch, mais le moteur Cadillac est considérablement plus efficace, à la fois en performances et en consommation ». L’appellation « Fordillac » devient populaire ; la carrosserie des Ford se mariant bien au moteur Cadillac. Dans les compétitions internationales, Briggs Cunningham, encouragé par Ed Cole, l’ingénieur en chef de la division, engage un Coupé De Ville proche de la série et un prototype à moteur Cadillac au Mans en juin 1950. Elles finissent aux 10e et 11e places du classement général, le Coupé De Ville précédant le prototype !
Les prix diminuent légèrement ; ils s’échelonnent de 2 761 $ pour la Série 61 Club Coupé à 4 959 $ pour la Série 75 Imperial Sedan. La production augmente de plus de 12 %, et établit un nouveau record avec 103 857 exemplaires : 59 818 Série 62, 26 772 Série 61, 13 755 Série 60 Special, 1 460 Série 75 et 2 052 châssis commerciaux. Dès le 25 novembre 1949, la millionième Cadillac tombe des chaînes : il s’agit d’un Coupe DeVille…
La Cadillac est la marque de la voiture dans laquelle les célèbres écrivains américains Jack Kerouac et Neal Cassady voyagent dans les années 1950 : « Neal, lui, ne parle que de voitures et de filles. Dans la Cadillac, il roule comme dans un rêve. Chicago, Detroit, New York, la route est rythmée d'orgies de vitesse, de soirées de jazz et de galères ».

## Ère de l'électrification
Steve Carlisle, nouveau président de Cadillac, constate en septembre 2018 que « le marché semble évoluer plus rapidement que prévu » et annonce que Cadillac se consacrera dorénavant à l’électrification de ses modèles.

## Sites de fabrication et d'assemblage
[Quand ?]

### Continent américain
Aux États-Unis :
- South Gate, Californie, États-Unis, Cadillac Cimarron
- Bowling Green, Kentucky, États-Unis, Cadillac XLR
- Hamtramk, Michigan, États-Unis, Cadillac DTS
- Lansing, Michigan, États-Unis, Cadillac SRX, Cadillac CTS, Cadillac ATS, Cadillac STS
- Arlington, Texas, États-Unis, Cadillac Escalade
- Janesville, Wisconsin, États-Unis, Cadillac Cimarron

En dehors des États-Unis :
- Silao, Mexique Cadillac Escalade EXT, Cadillac Escalade ESV seulement à partir de la 3e génération
- Ramos Arizpe, Coahuila, Mexique Cadillac SRX 2e génération

### Asie
- Shanghai, Chine Cadillac CTS seulement la 1re génération et retour en 2014 pour la 3e génération, Cadillac SLS, Cadillac XTS, Cadillac ATS

### Europe
- Anvers, Belgique, assemblage de divers modèles entre 1925 et 1970
- Russelheim, Allemagne, Cadillac Catera
- Cambiano, Piémont, Italie, Cadillac Allanté chez Pininfarina avec un assemblage final à Hamtramk, Michigan, États-Unis,
- Kaliningrad, Russie, Cadillac BLS
- Trollhättan, Suède, Cadillac BLS

## Liste des modèles

### Début de la marque
Modèles monocylindres (1903-1908)
- Model A (1902-1904)
- Model B (1904-1905)
- Model C (1905)
- Model E (1905)
- Model F (1905)
- Model K (1906-1907)
- Model M (1906-1908)
- Model S (1908)
- Model T (1908)

Modèles 4 cylindres (1905-1908)
- Model D (1905)
- Model G (1906-1908)
- Model H (1906-1908)
- Model L (1906)
- Thirty (1909-1914)

Modèles V8 - 1re génération (1915-1925)
- Type 51 (1915)
- Type 53 (1916)
- Type 55 (1917)
- Type 57 (1918-1919)
- Type 59 (1920-1921)
- Type 61 (1922-1923)
- Type V-63 (1924-1925)

### Époque classique
Modèles V8 - 2e génération (1926-1935)
- Series 314 (1926)
- Series 314A (1927)
- Series 341, 341A (1928)
- Series 341B (1929)
- Series 353 (1930)
- Series 355 (1931)
- Series 355B (1932)
- Series 355C (1933)
- Series 355D (1934)
- Series 10 (1935)

Modèles V8 - 3e génération (1936-1942)
- Series 60 (1936-1938)
- Series 70 (1936-1937)
- Series 75 (1936-1942)
- Series 65 (1937-1938)
- Series 60 Spécial (1938-1942)
- Series 61 (1939)
- Series 62 (1940-1942)
- Series 72 (1940)
- Series 61 (1941-1942)
- Series 63 (1941-1942)
- Series 67 (1941-1942)

Modèles V16 - 1re génération (1930-1937)
- Series 452, 452A (1930-1931)
- Series 452B (1932)
- Series 452C (1933)
- Series 452D (1934)
- Series 452D (Series 60) (1935)
- Series 90 (1936-1937)

Modèles V16 - 2e génération (1938-1940)
- Series 90 (1938-1940)

Modèles V12 (1930-1937)
- Series 370, 370A (1930-1931)
- Series 370B (1932)
- Series 370C (1933)
- Series 370D (1934)
- Series 370D (Series 40) (1935)
- Series 80 (1936-1937)
- Series 85 (1936)

Marque compagnon LaSalle (1927-1940)
Modèles V8 (1927-1933)
- Series 303 (1927-1928)
- Series 328 (1929)
- Series 340 (1930)
- Series 345A (1931)
- Series 345B (1932)
- Series 345C (1933)

Modèles à moteur 8 cylindres en ligne Oldsmobile (1934-1936)
- Series 350 (1934)
- Series 50 (1935-1936)

Modèles V8 (1937-1940)
- Series 50 (1937-1940)
- Series 52 (1940)

### Immédiat après guerre
- Series 61 (1946-1947)
- Series 62 (1946-1947)
- Series 60 Spécial Fleetwood (1946-1947)
- Series 75 Fleetwood (1946-1949)

V8 de 4e génération (à haut rendement)
- Series 61 (1948-1949)
- Series 62 (1948-1949)
- Series 60 Spécial Fleetwood (1948-1949)

### Années 1950
- Series 61 (1950-1952)
- Series 62 (1950-1953)
- Series 60 Spécial Fleetwood (1950-1953)
- Series 75 Fleetwood (1950-1953)
- Eldorado Spécial (1953)
- Series 62 (1954-1956)
- Eldorado Spécial (1954-1956)
- Series 60 Spécial Fleetwood (1955-1956)
- Series 75 Fleetwood (1954-1956)

Châssis en X
- Series 62 (1957-1958)
- Eldorado Spécial (1957-1958)
- Series 60 Spécial Fleetwood (1957-1958)
- Series 70 Eldorado Brougham (1957-1958)
- Series 75 Fleetwood (1957-1958)
- Series 62 (1959-1960)
- Series 63 DeVille (1959-1960)
- Series 64 Eldorado (1959-1960)
- Series 60 Spécial Fleetwood (1959-1960)
- Series 67 Fleetwood 75 (1959-1965)
- Series 69 Eldorado Brougham (1959-1960)

### Années 1960
- Series 62 (1961-1962)
- Series 63 DeVille (1961-1962)
- Series 63 Eldorado (1961-1962)
- Series 60 Special Fleetwood (1961-1962)

V8 de 5e génération
- Series 62 (1963-1964)
- Series 63 DeVille (1963-1964)
- Series 63 Eldorado (1963-1964)
- Series 60 Special Fleetwood (1963-1964)

Abandon des ailerons et des désignations en termes de « Series ». Châssis périmétrique.
- Calais (1965-1966)
- DeVille (1965-1966)
- 60 Special Fleetwood (1965-1966)
- Fleetwood Eldorado (1965-1966)
- Fleetwood 75 (1966-1969)
- Calais (1967-1968)
- DeVille (1967-1968)
- 60 Special Fleetwood (1967-1968)
- Fleetwood Eldorado (1967-1970)
- Calais (1969-1970)
- DeVille (1969-1970)
- 60 Special Fleetwood (1969-1970)

### Époque moderne
- Cadillac 60 Special
- Cadillac 75 Limousine
- Cadillac DeVille
- Cadillac Eldorado

11 générations : (1953)(1954-1956)(1957-1958)(1960-1961)(1962-1963)(1964-1966)(1967-1970)(1971-1978)(1979-1985)(1986-1991)(1992-2002)
- Cadillac Calais
- Cadillac Fleetwood
- Cadillac Seville

5 générations : (1975-1979)(1980-1985)(1986-1991)(1992-1997)(1998-2004)

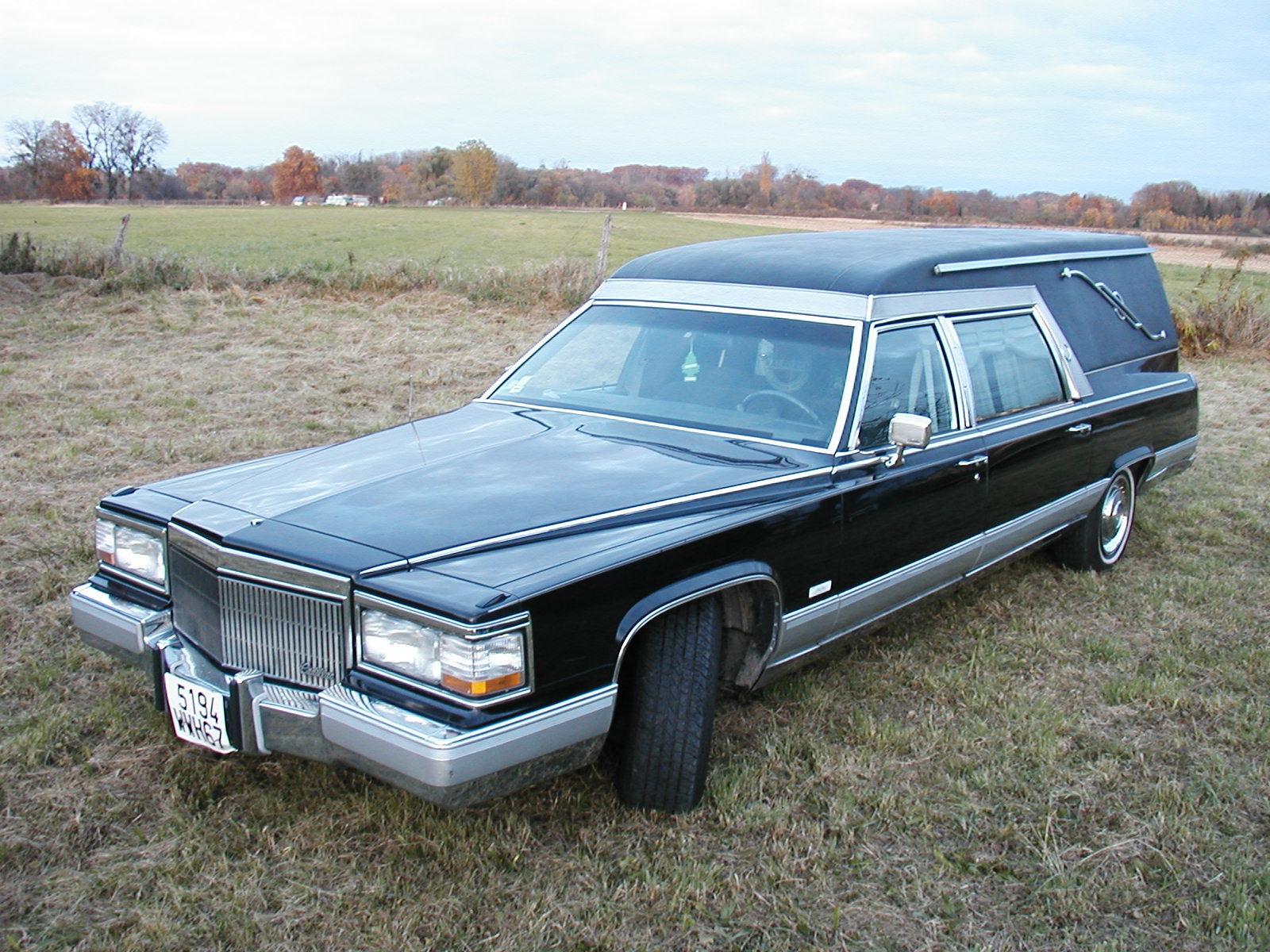
Corbillard cadillac 1990.

- Cadillac Cimarron (1981-1988)
- Cadillac Allanté (1986-1992)
- Cadillac Catera (1996-2001)
- Cadillac BLS (2006-2009)
- Cadillac STS (2004-2011)
- Cadillac DTS (2005-2011)

### Modèles actuels
- Cadillac ATS familiale, remplaçante de la BLS ;
- Cadillac CTS routière propulsion renouvelée en 2007 ;
- Cadillac XTS grande routière, remplaçante des STS et DTS ;
- Cadillac CT6 limousine porte-drapeau concurrente ses Mercedes-Benz Classe S et BMW Série 7 ;
- Cadillac XLR coupé-cabriolet de luxe visant notamment la Mercedes SL et la Lexus SC ;
- Cadillac XT4 crossover compact ;
- Cadillac XT5 SUV compact ;
- Cadillac XT6 SUV familial ;
- Cadillac ELR version de série du concept car Cadillac Converj de 2009 ;
- Cadillac Escalade « full size » SUV de luxe, directement dérivé des Chevrolet Tahoe et Suburban. Existe en version longue et pick-up.

### Concept cars
- (1950) Cadillac Debutante
- (1950) Cadillac Le Mans
- (1953) Cadillac Orleans
- (1959) Cadillac Cyclone
- (1988) Cadillac Voyage
- (1990) Cadillac Aurora
- (2000) Cadillac Imaj
- (2002) Cadillac Cien
- (2003) Cadillac Sixteen
- (2008) Cadillac Provoq
- (2009) Cadillac Converj

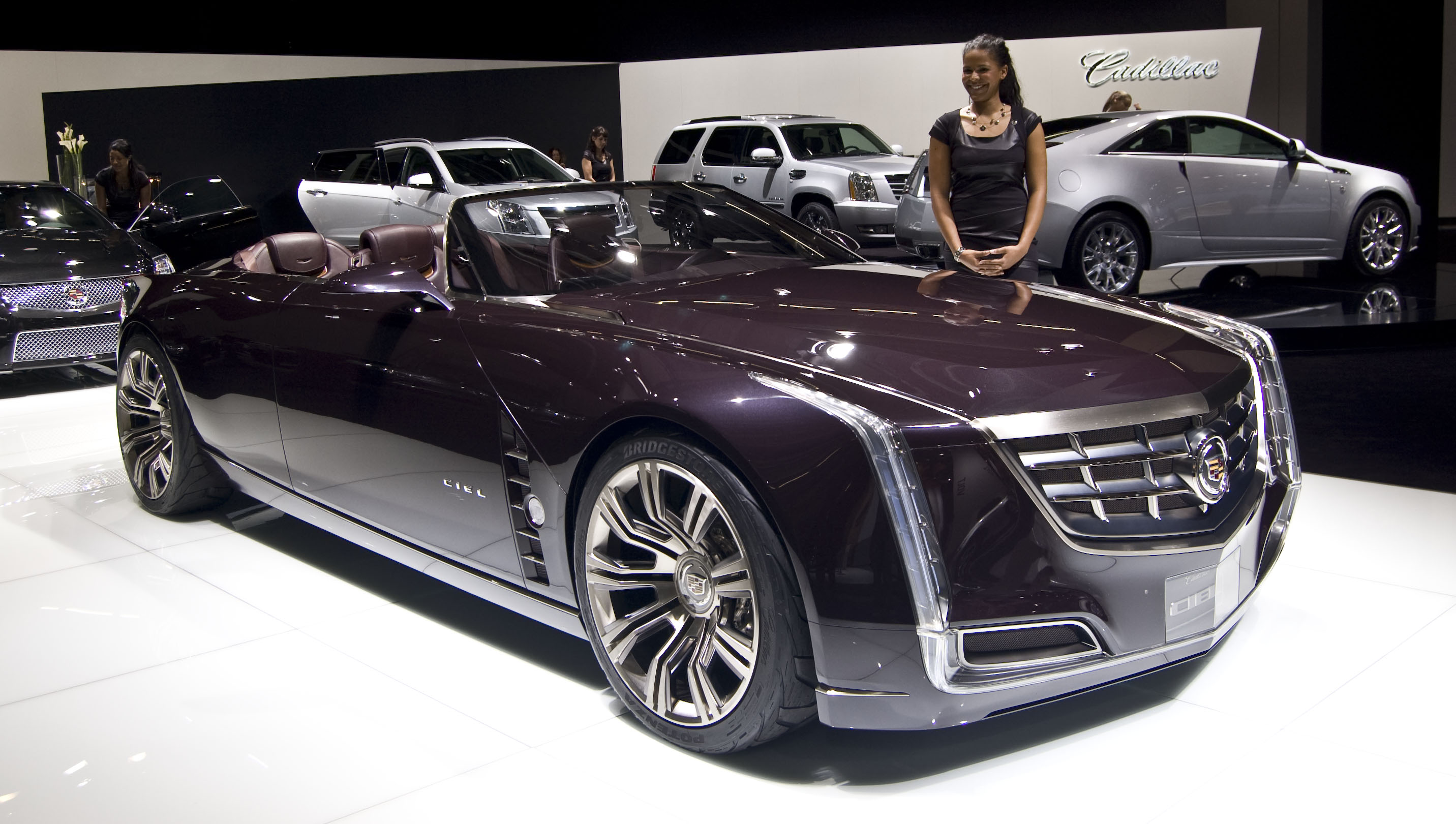
Cadillac Ciel au salon de Francfort 2011.

- (2010) Cadillac Urban Luxury Concept (ULC)
- (2011) Cadillac Ciel
- (2013) Cadillac Elmiraj
- (2017) Cadillac Escala
- (2019) Cadillac EV concept
- (2020) Cadillac Lyriq concept
- (2021) Cadillac PersonalSpace[18]
- (2021) Cadillac SocialSpace[18]
- (2022) Cadillac InnerSpace Concept, présenté au CES de Las Vegas 2022[19],[18].
- (2024) Cadillac Sollei[20]
- (2024) Cadillac Opulent Velocity concept[21]

### Compétition

#### Résultats aux 24 heures du Mans
| Année | Écurie        | Châssis         | Numéro | Catégorie | Pilotes                                                | Résultats |
| ----- | ------------- | --------------- | ------ | --------- | ------------------------------------------------------ | --------- |
| 2000  | Team Cadillac | Northstar LMP   | 1      | LMP 900   | Andy Wallace Butch Leitzinger Franck Lagorce           | 21e       |
| 2000  | Team Cadillac | Northstar LMP   | 2      | LMP 900   | Eric van de Poele Wayne Taylor Massimiliano Angelelli  | 22e       |
| 2002  | Team Cadillac | Northstar LMP02 | 6      | LMP 900   | Wayne Taylor Massimiliano Angelelli Christophe Tinseau | 9e        |
| 2002  | Team Cadillac | Northstar LMP02 | 7      | LMP 900   | JJ Lehto Eric Bernard Emmanuel Collard                 | 12e       |

## Gammes Françaises

### Actuelles
- Cadillac ATS
- Cadillac CTS
- Cadillac CT6
- Cadillac XT4
- Cadillac XT5
- Cadillac Escalade Une version Hybride est apparue en 2011.

### Anciennes
- Cadillac BLS
- Cadillac Seville
- Cadillac STS
- Cadillac Fleetwood
- Cadillac Eldorado
- Cadillac DeVille
- Cadillac SRX

## Musée en France
Au château de Planchoury, à Saint-Michel-sur-Loire (Indre-et-Loire), en pleine Touraine, on vénère 61 modèles exposés dont la Cadillac de Gaby Morlay. Pendules, rideaux, vases en cristal pour mettre quelques fleurs en ornaient l'habitacle. On peut y admirer aussi un modèle V-16 de 1933 que l'on attribue à Marlene Dietrich ; il comporte dans l'habitacle arrière de petits placards pour ranger des thermos.